# Lijst van Norton-motorfietsen
Dit is een lijst van Norton-motorfietsen.

## <250cc-eencilinders
| Type                    | Periode   | Motor          | Categorie |
| ----------------------- | --------- | -------------- | --------- |
| Norton Energette        | 1902-1906 | 142cc-IOE      | Toer      |
| Norton Nortonette       | 1908-1910 | 154cc-Tweetakt | Toer      |
| Norton 2½ HP OHV Model  | 1922      | 249cc-OHV      | Prototype |
| Norton Jubilee De Luxe  | 1958-1966 | 249cc-OHV      | Toer      |
| Norton Jubilee Standard | 1958-1966 | 249cc-OHV      | Toer      |

## <350cc-eencilinders
| Type                              | Periode   | Motor      | Categorie      |
| --------------------------------- | --------- | ---------- | -------------- |
| Norton CJ1                        | 1928-1930 | 348cc-OHC  | Fabrieksracer  |
| Norton CJ1                        | 1929-1930 | 348cc-OHC  | Productieracer |
| Norton International Model 40     | 1931-1936 | 348cc-OHC  | Fabrieksracer  |
| Norton CJ1                        | 1931-1939 | 348cc-OHC  | Sport          |
| Norton International Model 40     | 1931-1939 | 348cc-OHC  | Productieracer |
| Norton Model 50                   | 1933-1939 | 348cc-OHV  | Toer           |
| Norton Model 55                   | 1935-1939 | 348cc-OHV  | Toer           |
| Norton International Model 40     | 1937-1939 | 348cc-DOHC | Fabrieksracer  |
| Norton International Model 40 MGP | 1937-1939 | 348cc-OHC  | Productieracer |
| Norton 40M Manx                   | 1946-1953 | 348cc-OHC  | Fabrieksracer  |
| Norton 40M Manx                   | 1947-1953 | 348cc-OHC  | Productieracer |
| Norton International Model 40     | 1947-1958 | 348cc-OHC  | Sport          |
| Norton 350 T                      | 1949-1953 | 350cc-OHV  | Trial          |
| Norton Silver Fish                | 1953-1955 | 349cc-OHC  | Recordmachine  |
| Norton 40M Manx                   | 1954-1955 | 349cc-OHC  | Fabrieksracer  |
| Norton Manx 350 F                 | 1954-1955 | 349cc-OHC  | Prototype      |
| Norton 40M Manx                   | 1954-1957 | 349cc-OHC  | Productieracer |
| Norton Model 50                   | 1956-1963 | 348cc-OHV  | Toer           |
| Norton 40M Manx                   | 1958-1962 | 348cc-OHC  | Productieracer |
| Norton Manx Low Boy 350           | 1960-1961 | 348cc-OHC  | Prototype      |
| Norton Navigator De Luxe          | 1960-1962 | 349cc-OHV  | Toer           |
| Norton Navigator Standard         | 1960-1965 | 349cc-OHV  | Toer           |
| Norton Model 50 Mk 2              | 1965-1966 | 350cc-OHV  | Toer           |

## <500cc-eencilinders
| Type                              | Periode   | Motor      | Categorie      |
| --------------------------------- | --------- | ---------- | -------------- |
| Norton Energette                  | 1907-1909 | 375cc-IOE  | Toer           |
| Norton 3½ HP Model                | 1908-1918 | 490cc-SV   | Sport          |
| Norton Model 7 BS                 | 1914-1922 | 490cc-SV   | Sport          |
| Norton Model 8 BRS                | 1914-1922 | 490cc-SV   | Sport          |
| Norton Model 9 TT                 | 1914-1922 | 490cc-SV   | Productieracer |
| Norton Model 16                   | 1919-1920 | 490cc-SV   | Toer           |
| Norton Model 16H BS               | 1921      | 490cc-SV   | Productieracer |
| Norton Model 2                    | 1921-1927 | 490cc-OHV  | Toer           |
| Norton Model 17C                  | 1921-1927 | 490cc-SV   | Colonial       |
| Norton Model 16H                  | 1921-1954 | 490cc-SV   | Toer           |
| Norton 3½ HP OHV Model            | 1922      | 490cc-OHV  | Prototype      |
| Norton Model 18 racer             | 1923-1926 | 490cc-OHV  | Fabrieksracer  |
| Norton Model 18                   | 1923-1954 | 490cc-OHV  | Sport          |
| Norton Model 34                   | 1926-1928 | 490cc-OHV  | Zijspantrekker |
| Norton Model 21                   | 1927-1929 | 490cc-OHV  | Productieracer |
| Norton CS1                        | 1927-1930 | 490cc-OHC  | Fabrieksracer  |
| Norton ES2                        | 1928-1939 | 490cc-OHV  | Sport          |
| Norton CS1                        | 1929-1930 | 490cc-OHC  | Productieracer |
| Norton DT Model                   | 1930      | 490cc-OHV  | Dirttrackracer |
| Norton Model 22                   | 1930-1931 | 490cc-OHV  | Sport          |
| Norton Model 20                   | 1930-1939 | 490cc-OHV  | Sport          |
| Norton CS1                        | 1931-1939 | 490cc-OHC  | Sport          |
| Norton International Model 30     | 1931-1939 | 490cc-OHC  | Productieracer |
| Norton WD 16H                     | 1935-1946 | 490cc-SV   | Militair       |
| Norton International Model 30     | 1937-1939 | 490cc-DOHC | Fabrieksracer  |
| Norton International Model 30 MGP | 1937-1939 | 490cc-OHC  | Productieracer |
| Norton 30M Manx                   | 1946-1955 | 490cc-DOHC | Fabrieksracer  |
| Norton ES2                        | 1946-1964 | 490cc-OHV  | Sport          |
| Norton 30M Manx                   | 1947-1949 | 490cc-OHC  | Productieracer |
| Norton International Model 30     | 1947-1958 | 490cc-OHC  | Sport          |
| Norton 500 T                      | 1949-1954 | 490cc-OHV  | Trial          |
| Norton 30M Manx                   | 1950-1953 | 498cc-DOHC | Productieracer |
| Norton 30M Manx                   | 1954-1962 | 497cc-DOHC | Productieracer |
| Norton Manx 500 F                 | 1955      | 499cc-DOHC | Prototype      |
| Norton Manx MX                    | 1956-1961 | 499cc-DOHC | Cross          |
| Norton Manx Low Boy 500           | 1960-1961 | 497cc-DOHC | Prototype      |
| Norton ES2 Mk 2                   | 1965-1967 | 500cc-OHV  | Toer           |

## <500cc-tweecilinders
| Type                                 | Periode   | Motor          | Categorie           |
| ------------------------------------ | --------- | -------------- | ------------------- |
| Norton Dominator Model 7             | 1948-1955 | 497cc-OHV      | Toer/zijspantrekker |
| Norton Dominator Model 77            | 1950-1952 | 497cc-OHV      | Productieracer      |
| Norton Dominator Model 77 Sport Twin | 1950-1952 | 497cc-OHV      | Productieracer      |
| Norton Dominator Rigid               | 1950-1952 | 497cc-OHV      | Productieracer      |
| Norton Dominator Rigid Sport         | 1950-1952 | 497cc-OHV      | Productieracer      |
| Norton Dominator Model 88 De Luxe    | 1952-1955 | 497cc-OHV      | Toer                |
| Norton Model 88                      | 1956-1959 | 497cc-OHV      | Toer                |
| Norton N16 Nomad                     | 1958      | 497cc-OHV      | Enduro              |
| Norton Dominator 88                  | 1959      | 497cc-OHV      | Toer                |
| Norton P16 Nomad                     | 1959      | 497cc-OHV      | Enduro              |
| Norton R16 Nomad                     | 1960      | 497cc-OHV      | Enduro              |
| Norton Domiracer                     | 1960-1961 | 497cc-OHV      | Fabrieksracer       |
| Norton Dominator Model 88 De Luxe    | 1960-1962 | 497cc-OHV      | Toer                |
| Norton Dominator Model 88 Standard   | 1960-1963 | 497cc-OHV      | Toer                |
| Norton Electra (ES 400)              | 1963-1965 | 383cc-OHV      | Toer                |
| Norton Dominator Model 88 SS         | 1961-1966 | 497cc-OHV      | Sport               |
| Norton SPX (Wulf en Wulf II)         | 1973      | 497cc-tweetakt | Prototype           |

## <600cc-eencilinders
| Type             | Periode   | Motor     | Categorie      |
| ---------------- | --------- | --------- | -------------- |
| Norton Model 25  | 1924-1927 | 588cc-OHV | Sport          |
| Norton Model 44  | 1926-1927 | 588cc-OHV | Zijspantrekker |
| Norton Model 24  | 1926-1929 | 588cc-OHV | Zijspantrekker |
| Norton Model 19  | 1926-1932 | 588cc-OHV | Zijspantrekker |
| Norton Model 19  | 1933-1939 | 596cc-OHV | Toer           |
| Norton Big Four  | 1948-1954 | 596cc-SV  | Zijspantrekker |
| Norton Model 19R | 1955      | 596cc-OHV | Toer           |
| Norton Model 19S | 1955-1957 | 596cc-OHV | Toer           |

## <600cc-tweecilinders
| Type                               | Periode   | Motor     | Categorie           |
| ---------------------------------- | --------- | --------- | ------------------- |
| Norton Dominator Model 77          | 1956-1958 | 596cc-OHV | Zijspantrekker      |
| Norton Dominator Model 99          | 1956-1960 | 596cc-OHV | Toer/zijspantrekker |
| Norton N15 Nomad                   | 1958      | 596cc-OHV | Enduro              |
| Norton P15 Nomad                   | 1959      | 596cc-OHV | Enduro              |
| Norton R15 Nomad                   | 1960      | 596cc-OHV | Enduro              |
| Norton Dominator Model 99 De Luxe  | 1961-1962 | 596cc-OHV | Toer/zijspantrekker |
| Norton Dominator Model 99 Standard | 1961-1962 | 596cc-OHV | Toer/Zijspantrekker |
| Norton Dominator Model 99 SS       | 1961-1964 | 596cc-OHV | Sport               |

## <650cc-eencilinders
| Type                    | Periode   | Motor    | Categorie      |
| ----------------------- | --------- | -------- | -------------- |
| Norton Model 1 Big Four | 1908-1947 | 634cc-SV | Zijspantrekker |
| Norton Model 14         | 1926-1928 | 634cc-SV | Zijspantrekker |
| Norton WD Big Four      | 1940-1941 | 634cc-SV | Militair       |

## <650cc-tweecilinders
| Type                          | Periode   | Motor     | Categorie |
| ----------------------------- | --------- | --------- | --------- |
| Norton Manxman                | 1961-1962 | 646cc-OHV | Sport     |
| Norton Dominator 650 De Luxe  | 1962      | 646cc-OHV | Toer      |
| Norton Dominator 650 Standard | 1962-1963 | 646cc-OHV | Toer      |
| Norton Dominator 650 SS       | 1962-1967 | 646cc-OHV | Sport     |
| Norton Mercury                | 1968-1970 | 646cc-OHV | Toer      |

## <750cc-tweecilinders
| Type                                  | Periode   | Motor      | Categorie      |
| ------------------------------------- | --------- | ---------- | -------------- |
| Norton-Peugeot                        | 1907-1908 | 726cc-IOE  | Fabrieksracer  |
| Norton-Peugeot                        | 1907-1909 | 726cc-IOE  | Sport          |
| Norton 750 SS                         | 1961      | 745cc-OHV  | Prototype      |
| Norton Atlas                          | 1962-1968 | 745cc-OHV  | Sport          |
| Norton Atlas Scrambler                | 1963-1966 | 745cc-OHV  | Scrambler      |
| Norton Atlas Mk III                   | 1967      | 745cc-OHV  | Prototype      |
| Norton N15 CS                         | 1967-1968 | 745cc-OHV  | Scrambler      |
| Norton P11                            | 1967-1968 | 745cc-OHV  | Scrambler      |
| Norton P11A Ranger (750 Ranger)       | 1967-1968 | 745cc-OHV  | Allroad        |
| Norton Commando 750                   | 1968-1969 | 745cc-OHV  | Sport          |
| Norton Commando 750 R                 | 1969      | 745cc-OHV  | Toer           |
| Norton Commando 750 Fastback          | 1969-1970 | 745cc-OHV  | Sport          |
| Norton Commando 750 S                 | 1969-1970 | 745cc-OHV  | Scrambler      |
| Norton Commando 750 Interpol          | 1969-1973 | 745cc-OHV  | Politie        |
| Norton Commando 750 Fastback Mk II    | 1970      | 745cc-OHV  | Sport          |
| Norton Commando 750 Roadster          | 1970      | 745cc-OHV  | Toer           |
| Norton Commando 750 Fastback LR       | 1971      | 745cc-OHV  | Sport          |
| Norton Commando 750 Fastback Mk III   | 1971      | 745cc-OHV  | Sport          |
| Norton Commando 750 Hi-Rider          | 1971      | 745cc-OHV  | Custom         |
| Norton Commando 750 Roadster Mk II    | 1971      | 745cc-OHV  | Toer           |
| Norton Commando 750 SS                | 1971      | 745cc-OHV  | Scrambler      |
| Norton Commando 750 Production Racer  | 1971-1973 | 745cc-OHV  | Productieracer |
| Norton Commando 750 Fastback LR Mk IV | 1972-1973 | 745cc-OHV  | Sport          |
| Norton Commando 750 Fastback Mk IV    | 1972-1973 | 745cc-OHV  | Sport          |
| Norton Commando 750 Hi-Rider Mk IV    | 1972-1973 | 745cc-OHV  | Custom         |
| Norton Commando 750 Interstate        | 1972-1973 | 745cc-OHV  | Toer           |
| Norton Commando 750 Roadster Mk IV    | 1972-1973 | 745cc-OHV  | Toer           |
| John Player Norton                    | 1972-1974 | 745cc-OHV  | Fabrieksracer  |
| Norton Commando 750 Hi-Rider Mk V     | 1973      | 745cc-OHV  | Custom         |
| Norton Commando 750 Interstate Mk V   | 1973      | 745cc-OHV  | Toer           |
| Norton Commando 750 Roadster Mk V     | 1973      | 745cc-OHV  | Toer           |
| Norton Challenge P86                  | 1974-1975 | 747cc-DOHC | Fabrieksracer  |
| NVT Challenge P86                     | 1975-1976 | 747cc-DOHC | Fabrieksracer  |

## <900cc-tweecilinders
| Type                                  | Periode   | Motor     | Categorie |
| ------------------------------------- | --------- | --------- | --------- |
| Norton P10                            | 1965      | 800cc-OHV | Prototype |
| Norton Z26                            | 1967      | 800cc-OHV | Prototype |
| Norton Commando 850 Hi-Rider Mk I     | 1973      | 829cc-OHV | Custom    |
| Norton Commando 850 Interpol Mk I     | 1973      | 829cc-OHV | Politie   |
| Norton Commando 850 Interstate Mk I   | 1973      | 829cc-OHV | Toer      |
| Norton Commando 850 Roadster Mk I     | 1973      | 829cc-OHV | Toer      |
| Norton Commando 850 Roadster Mk IA    | 1973-1974 | 829cc-OHV | Toer      |
| Norton Commando 850 Interpol Mk II    | 1974      | 829cc-OHV | Politie   |
| Norton Commando John Player Special   | 1974      | 829cc-OHV | Sport     |
| Norton Commando 850 Hi-Rider Mk II    | 1974-1975 | 829cc-OHV | Custom    |
| Norton Commando 850 Interstate Mk II  | 1974-1975 | 829cc-OHV | Toer      |
| Norton Commando 850 Interstate Mk IIA | 1974-1975 | 829cc-OHV | Toer      |
| Norton Commando 850 Roadster Mk II    | 1974-1975 | 829cc-OHV | Toer      |
| Norton Commando 850 Roadster Mk IIA   | 1974-1975 | 829cc-OHV | Toer      |
| Norton Commando 850 Hi-Rider Mk 3     | 1975      | 829cc-OHV | Custom    |
| Norton Commando 850 Interstate Mk 3   | 1975-1977 | 829cc-OHV | Toer      |
| Norton Commando 850 Roadster Mk 3     | 1975-1977 | 829cc-OHV | Toer      |
| Norton 76                             | 1976      | 829cc-OHV | Prototype |

## <900cc-driecilinder
| Type                | Periode | Motor     | Categorie |
| ------------------- | ------- | --------- | --------- |
| Norton Commando 900 | 1976    | 870cc-OHV | Prototype |

## <1000cc-tweecilinder
| Type           | Periode | Motor     | Categorie |
| -------------- | ------- | --------- | --------- |
| Norton-Peugeot | 1910    | 980cc-IOE | Sport     |

## Wankelmotoren
| Type                   | Periode   | Motor        | Categorie      |
| ---------------------- | --------- | ------------ | -------------- |
| Norton Interpol P39    | 1981      | 588cc-Wankel | Prototype      |
| Norton P51             | 1984      | 588cc-Wankel | Prototype      |
| Norton Interpol 2 P41  | 1984-1989 | 588cc-Wankel | Politie        |
| Norton Classic P43     | 1987-1988 | 588cc-Wankel | Toer           |
| Norton RC 588          | 1988      | 588cc-Wankel | Fabrieksracer  |
| Norton Commander P52   | 1988-1992 | 588cc-Wankel | Politie        |
| Norton Commander P53   | 1988-1992 | 588cc-Wankel | Toer           |
| Norton Interpol 2A P52 | 1989      | 588cc-Wankel | Prototype      |
| Norton RCW 588         | 1989-1994 | 588cc-Wankel | Fabrieksracer  |
| Norton F1 P55          | 1989-1994 | 588cc-Wankel | Sport          |
| Norton F1R             | 1990      | 588cc-Wankel | Productieracer |
| Norton F1 Sport P55B   | 1991      | 588cc-Wankel | Sport          |
| Norton F2              | 1991      | 588cc-Wankel | Prototype      |
| Norton NRS 588         | 1992-1993 | 588cc-Wankel | Fabrieksracer  |
| Norton NRV 588         | 2009      | 588cc-Wankel | Fabrieksracer  |

## Afbeeldingen

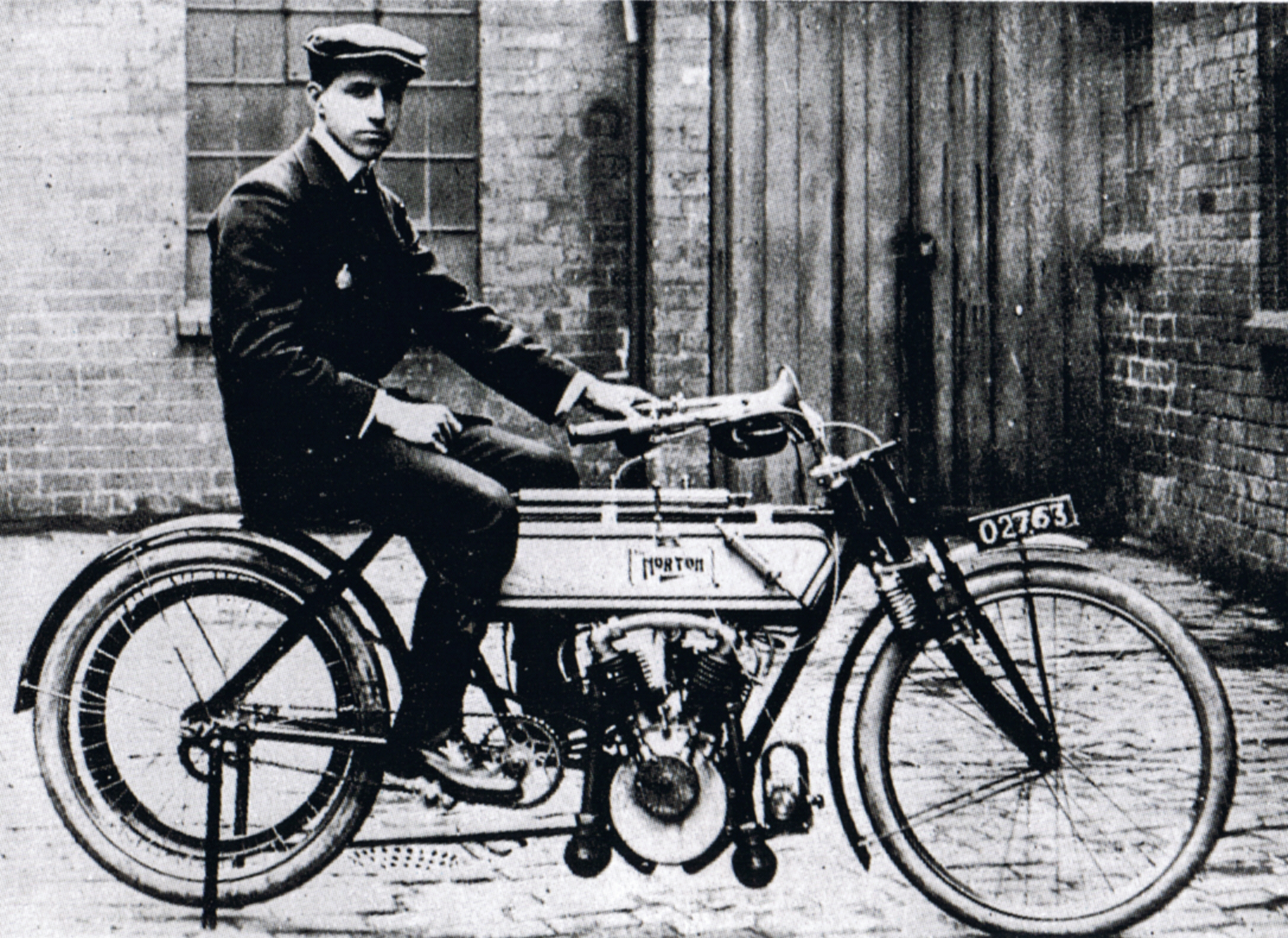
Norton-Peugeot uit 1907 met coureur Rem Fowler
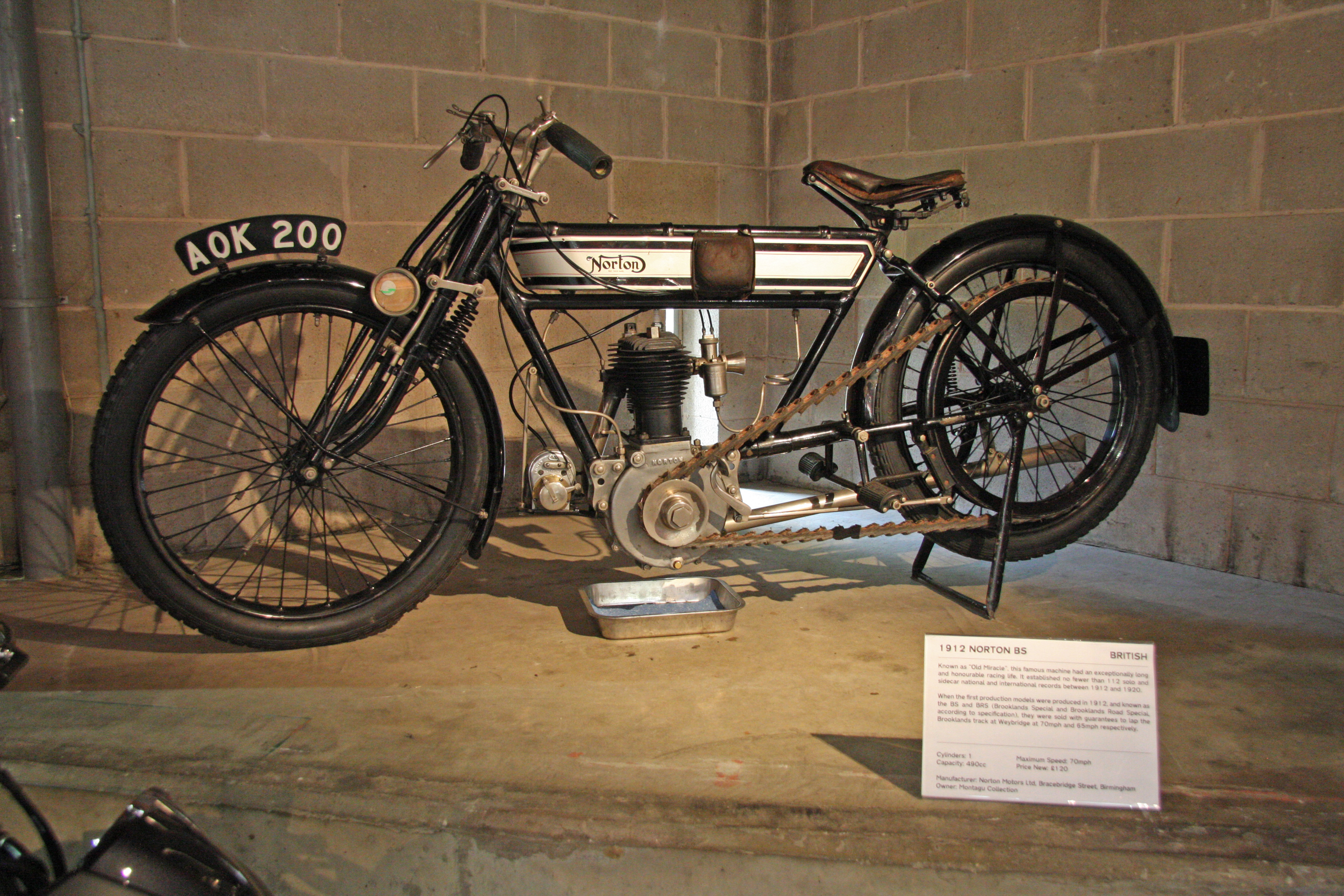
Model 7 BS uit 1912
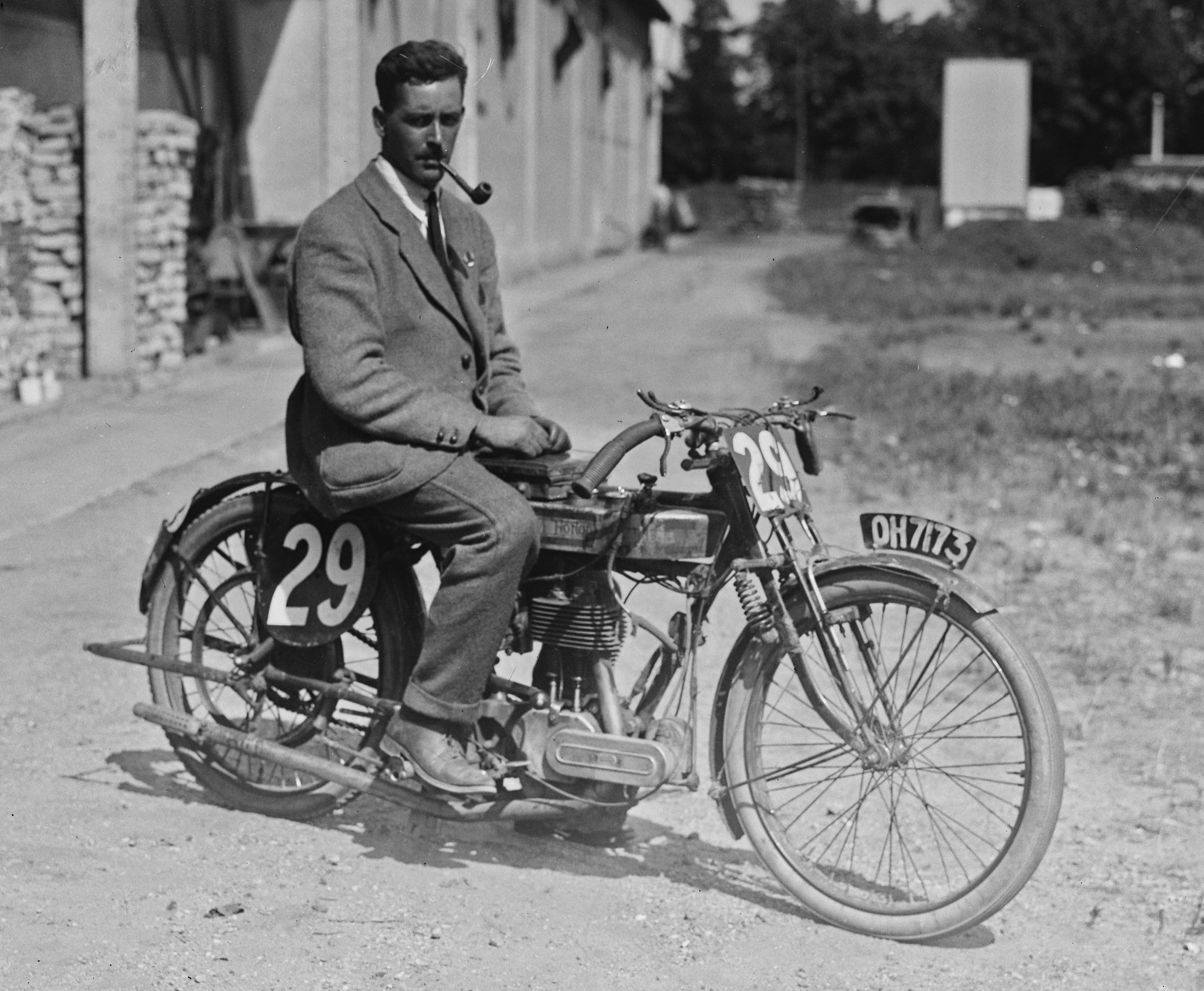
Model 9 TT uit 1921 met coureur Graham Walker
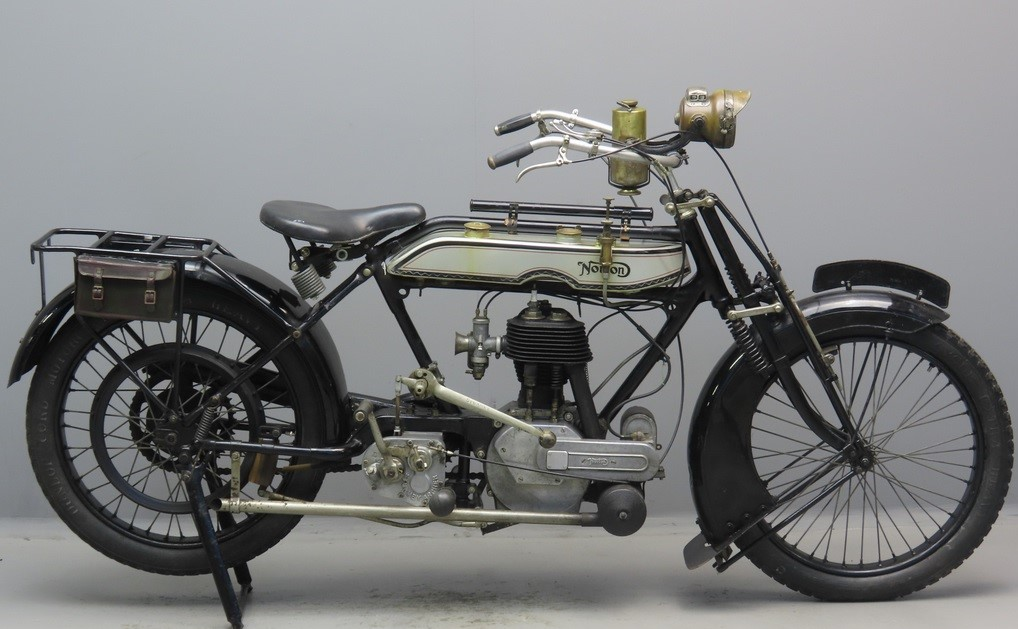
Model 1 Big Four uit 1921
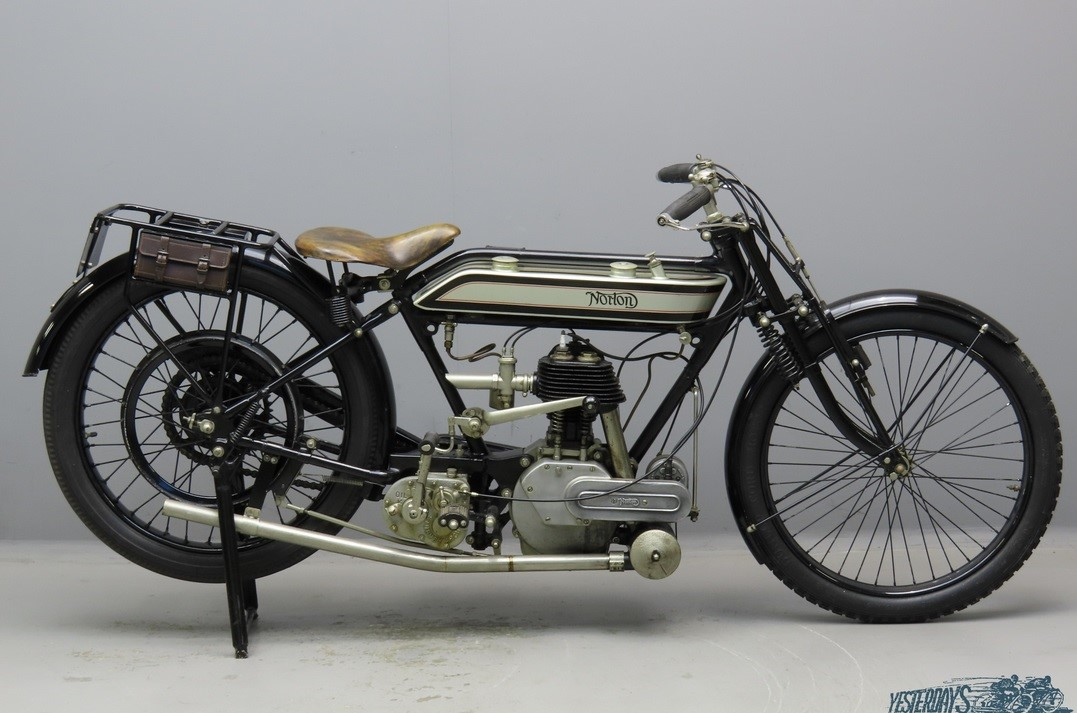
Model 16H BS uit 1921
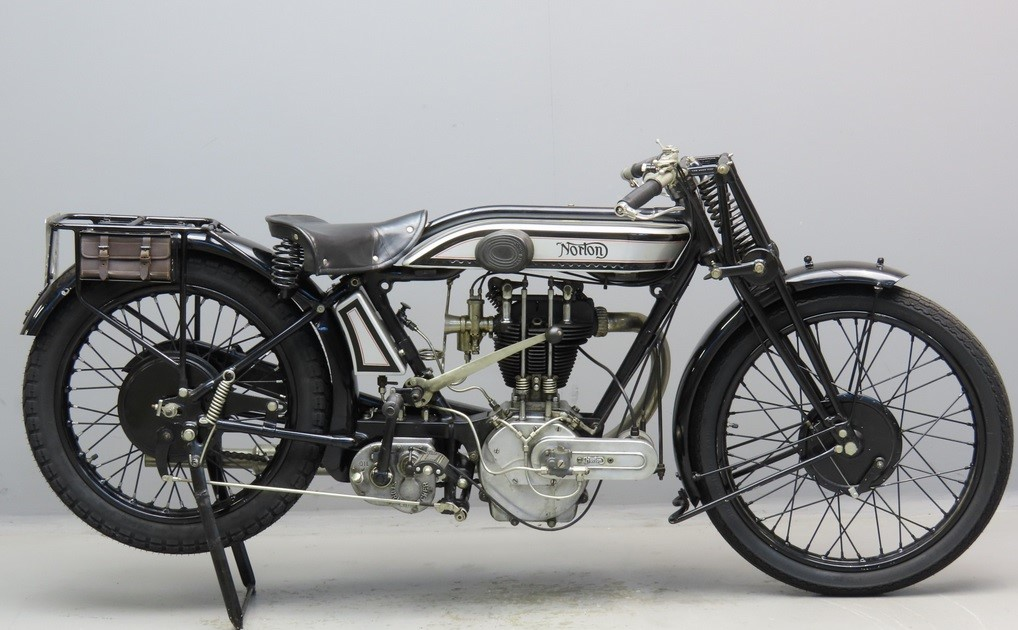
Model 18 uit 1925
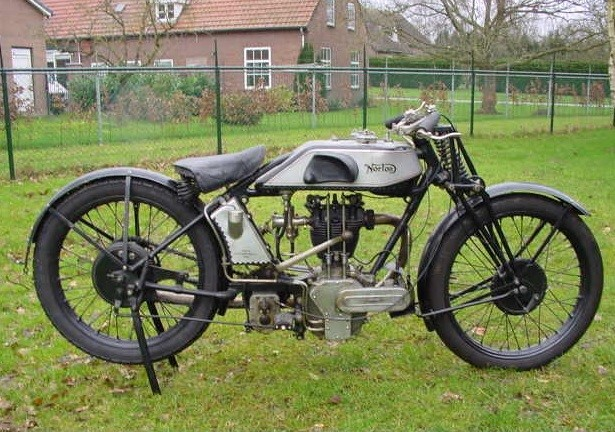
Model 25 uit 1927
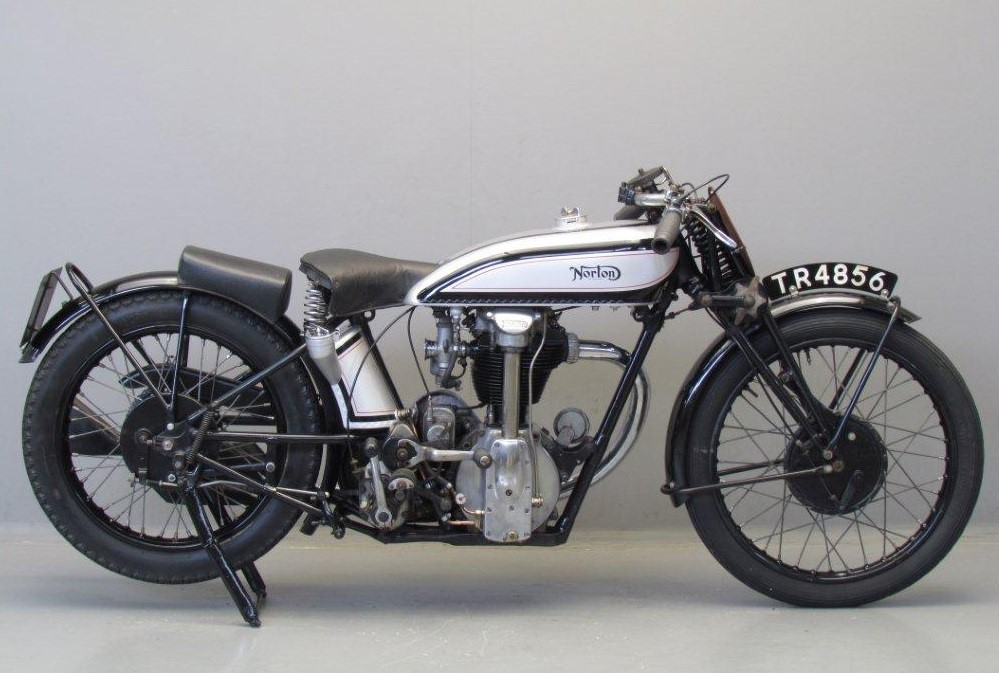
CS1 uit 1928
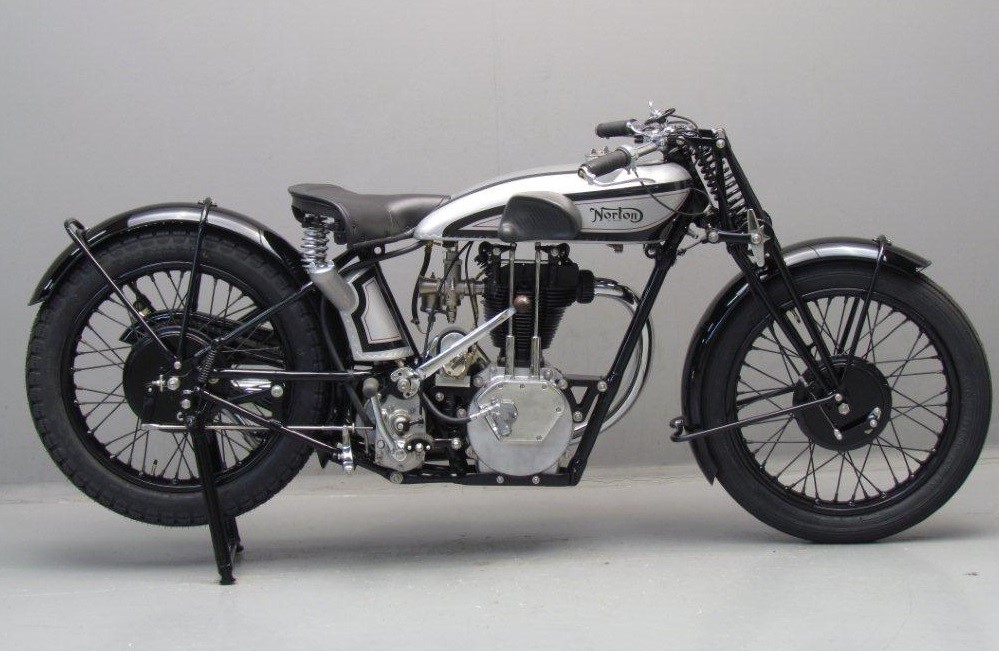
ES2 uit 1928
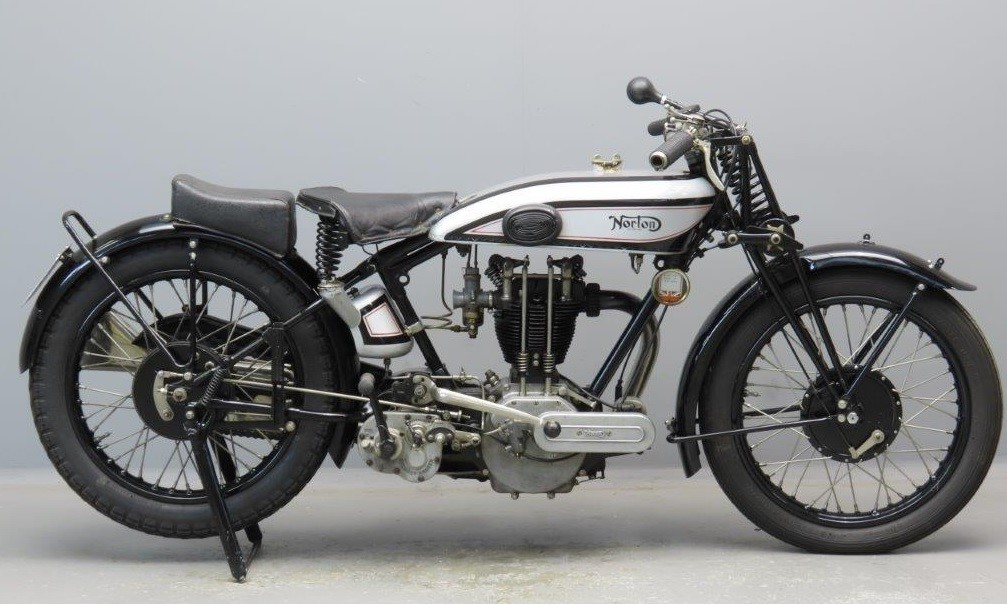
Model 19 uit 1929
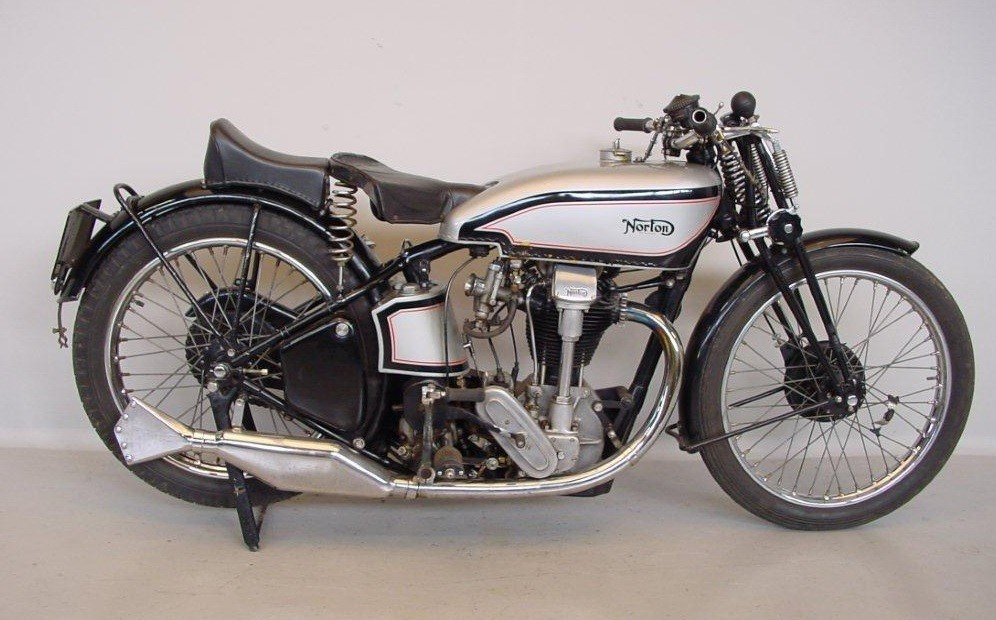
International Model 40 uit 1932
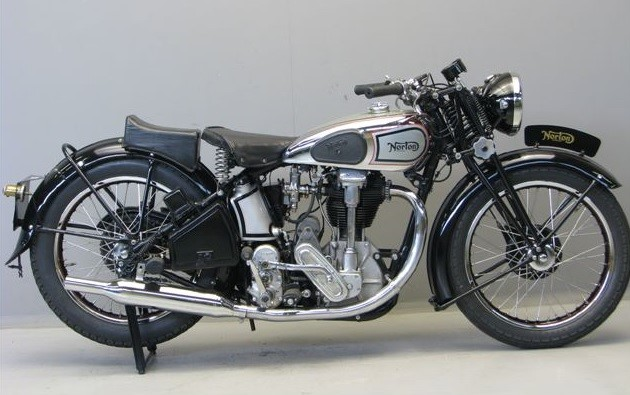
CS1 uit 1935
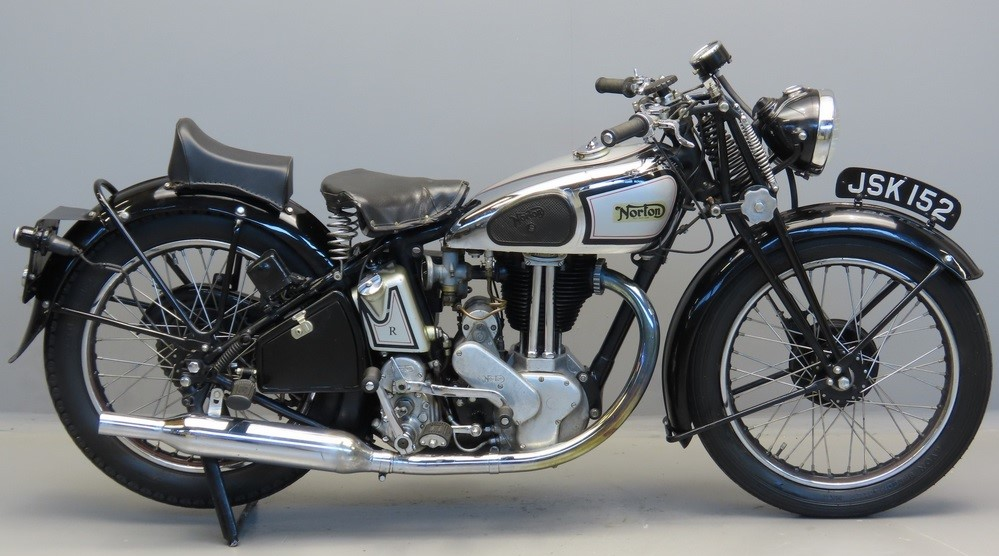
Model 50 uit 1938
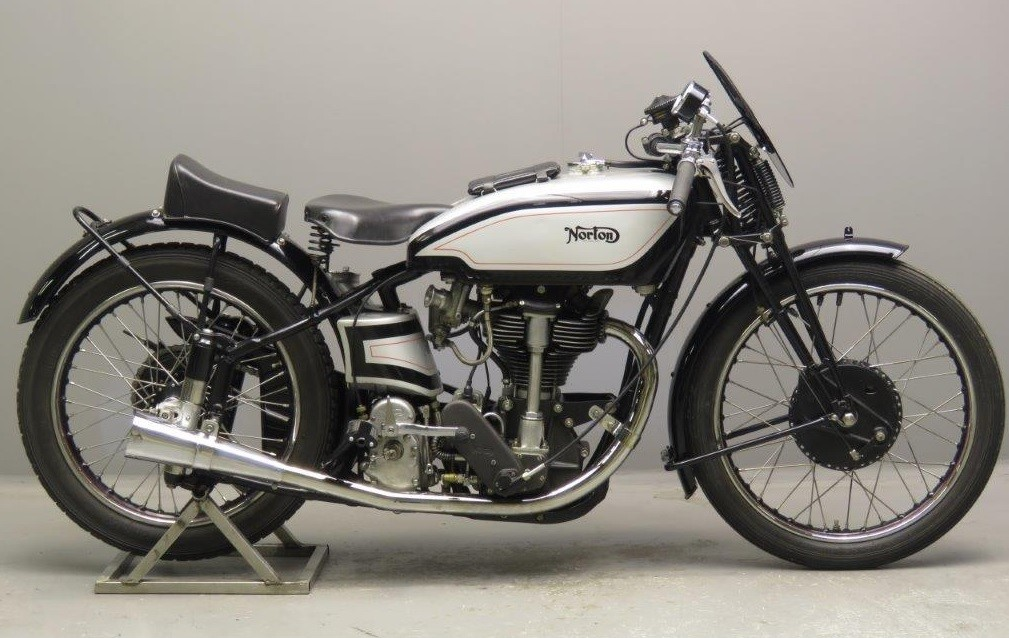
International Model 40 MGP uit 1939
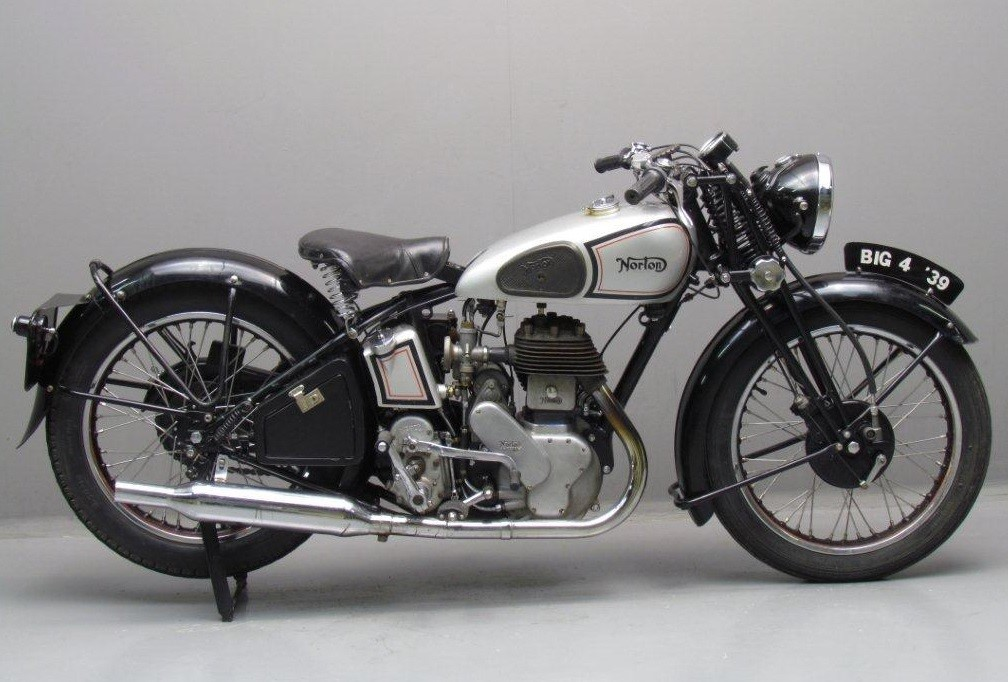
Model 1 Big Four uit 1939
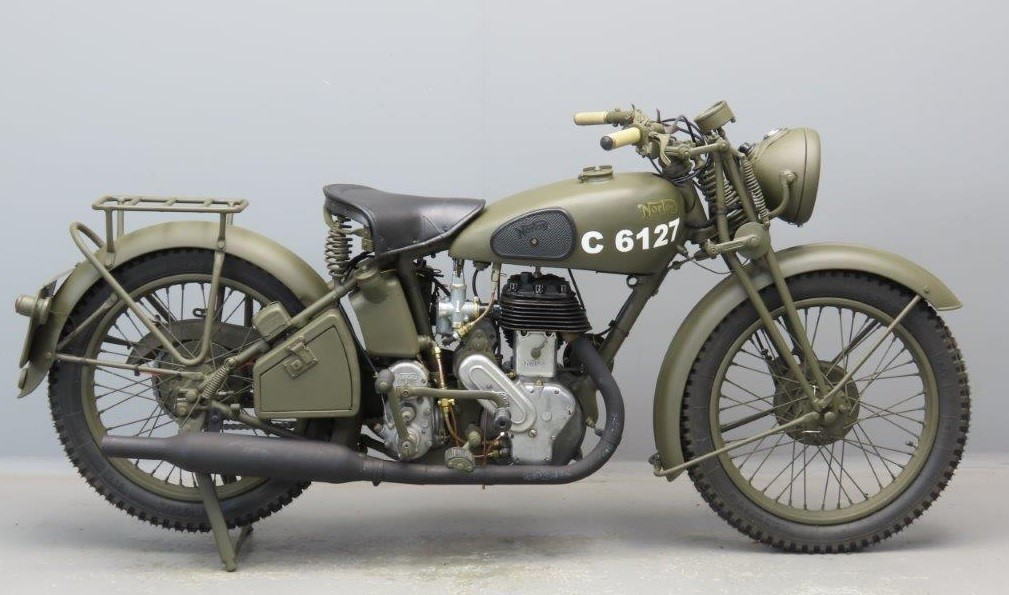
WD 16H uit 1939
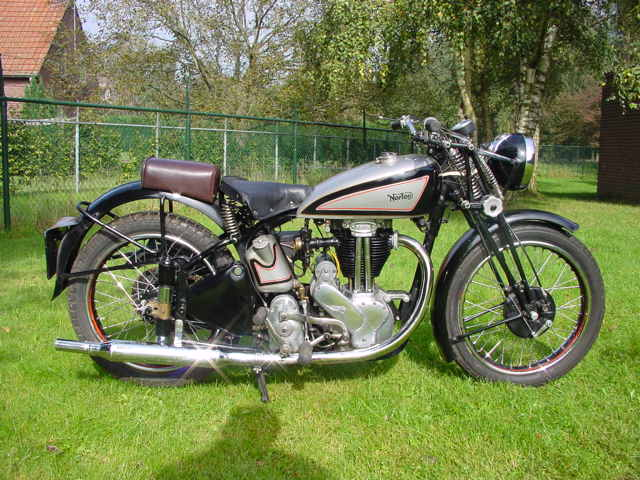
ES2 uit 1939
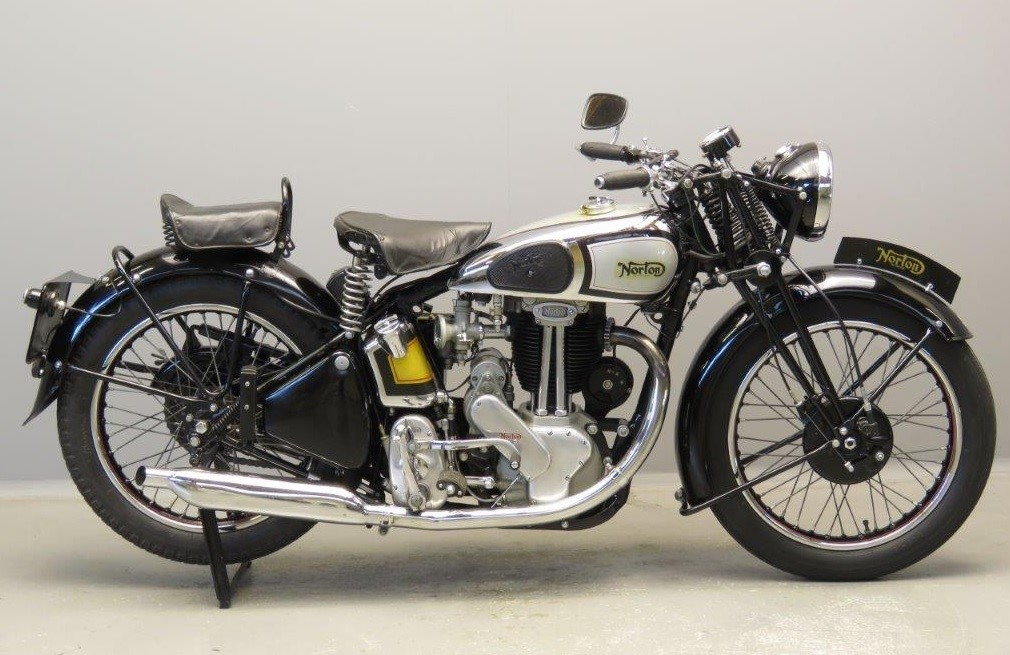
Model 18 uit 1946
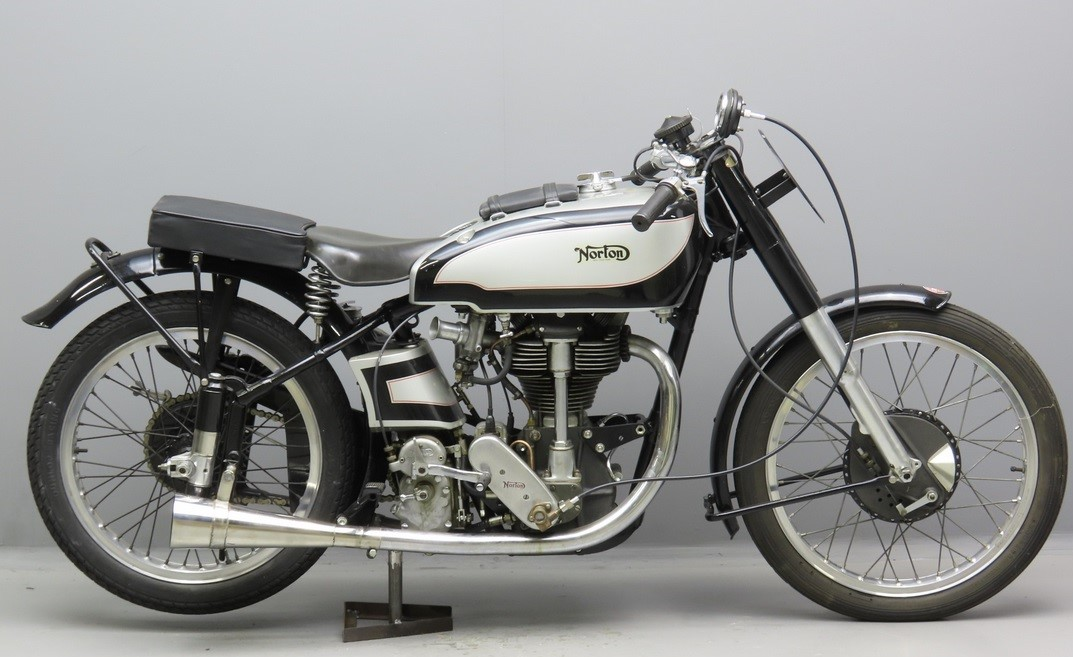
40M Manx uit 1946
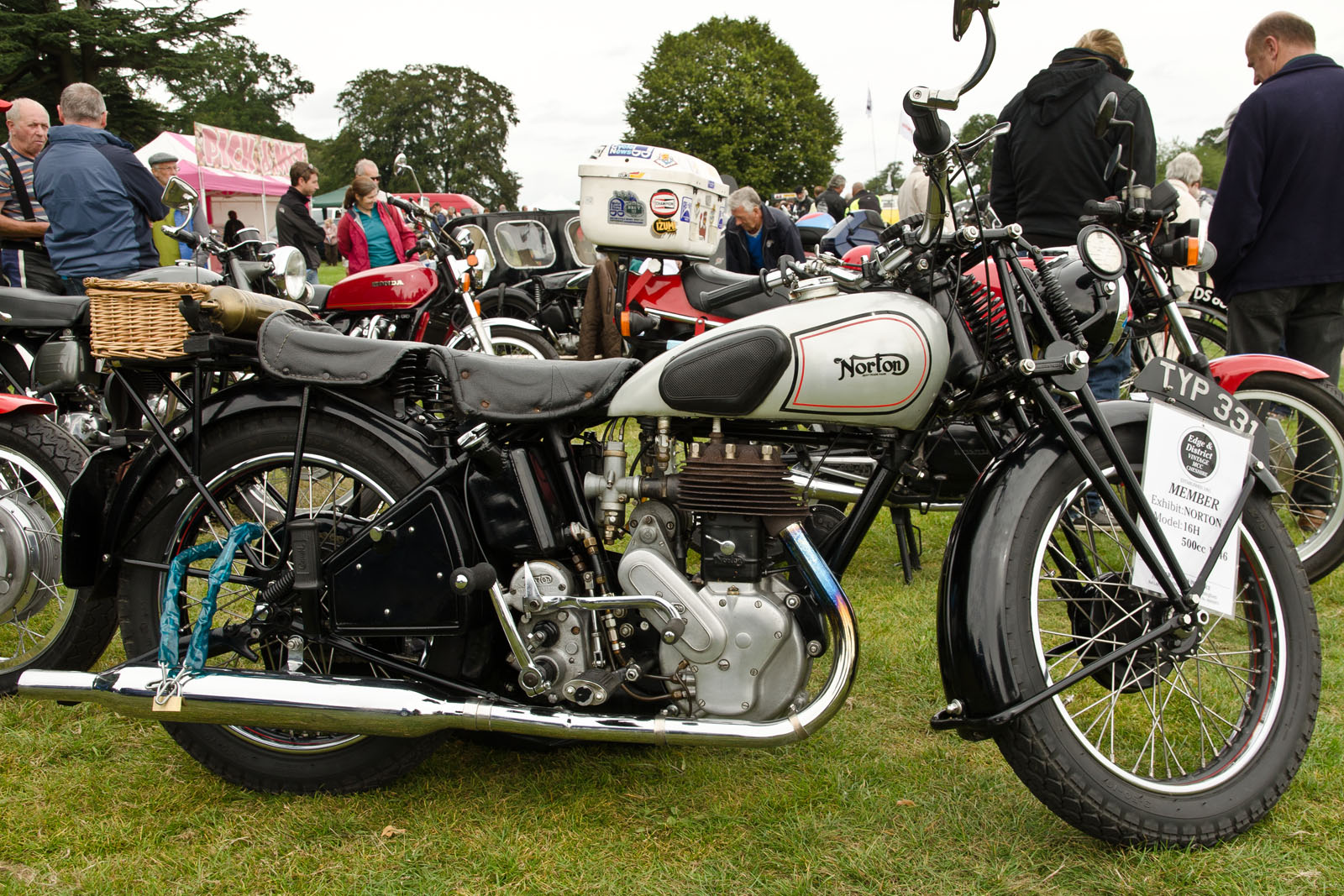
Model 16H uit 1946
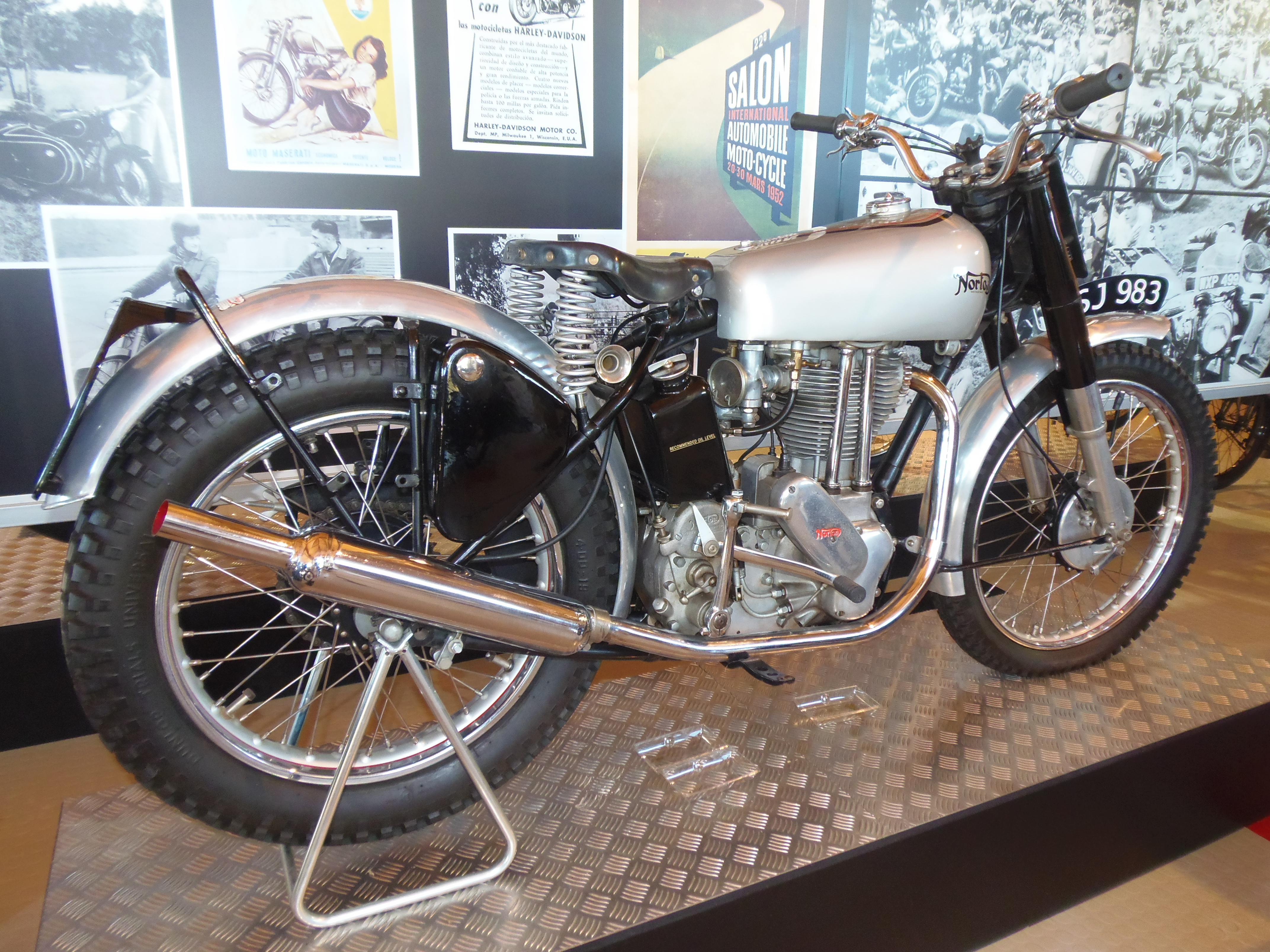
500 T uit 1949
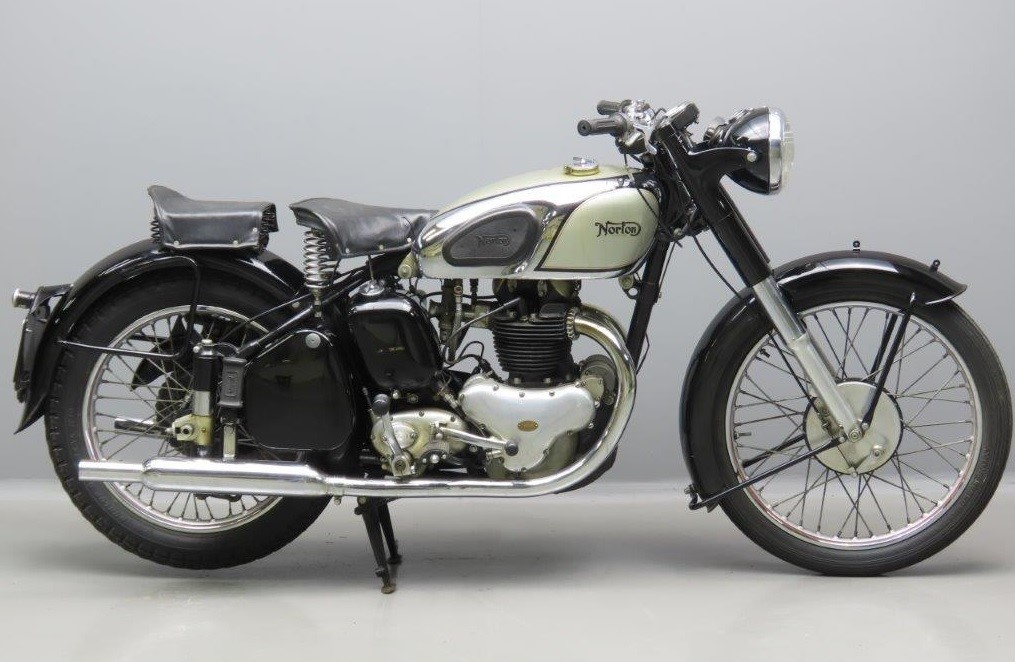
Dominator Model 7 uit 1949
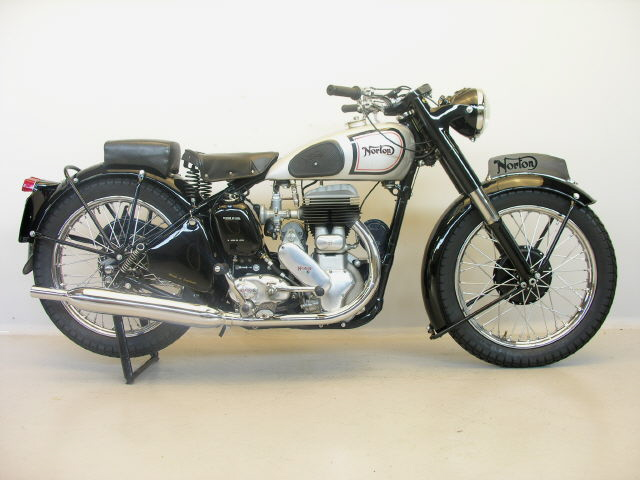
Big Four uit 1952
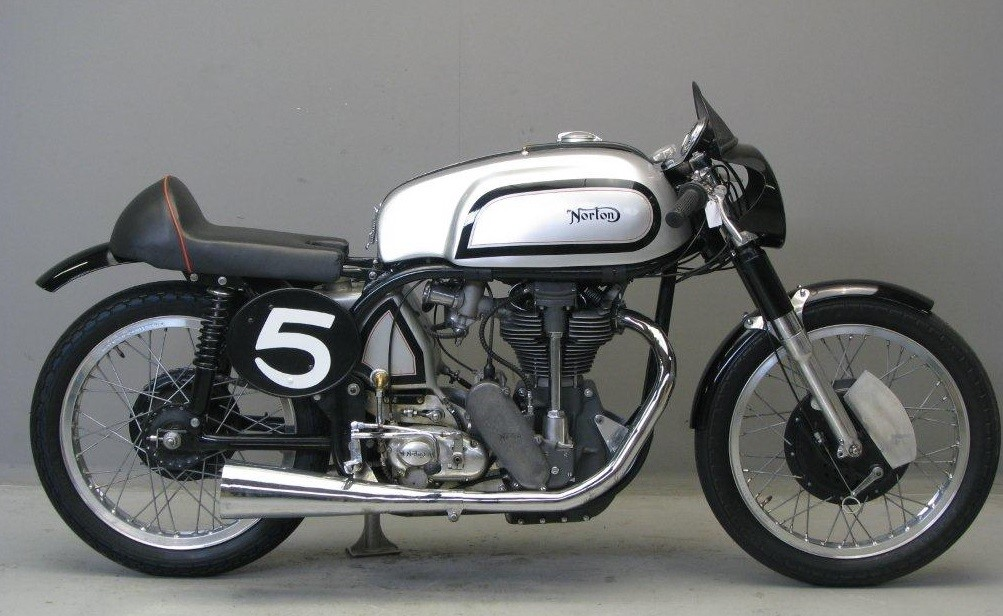
30M Manx uit 1952
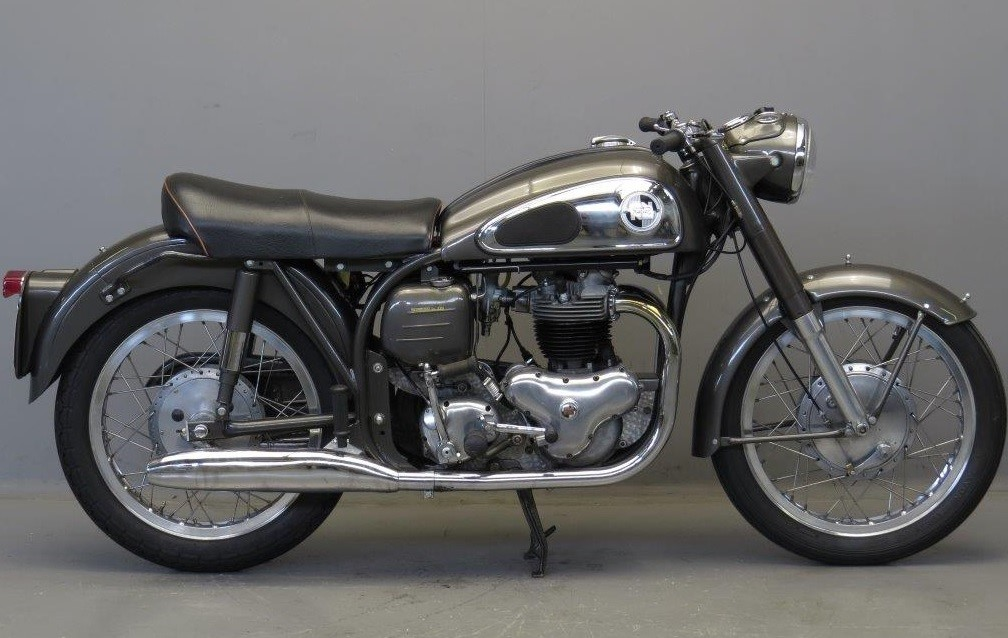
Dominator Model 99 uit 1955
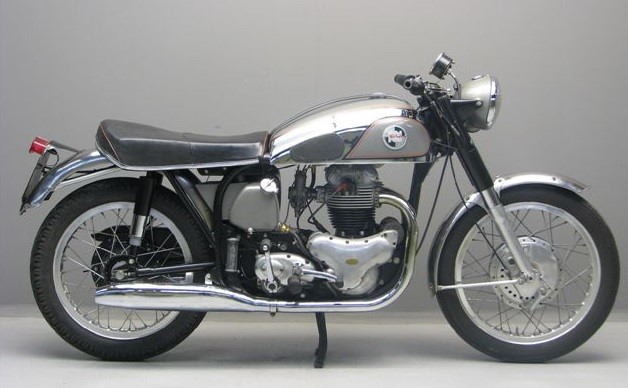
Model 88 uit 1956
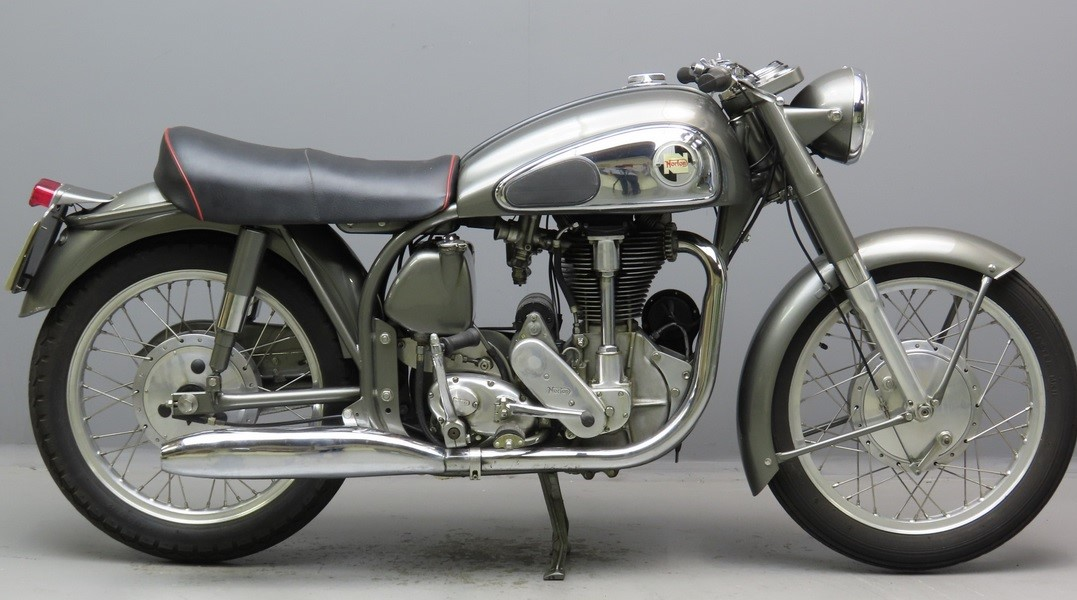
International Model 30 uit 1956
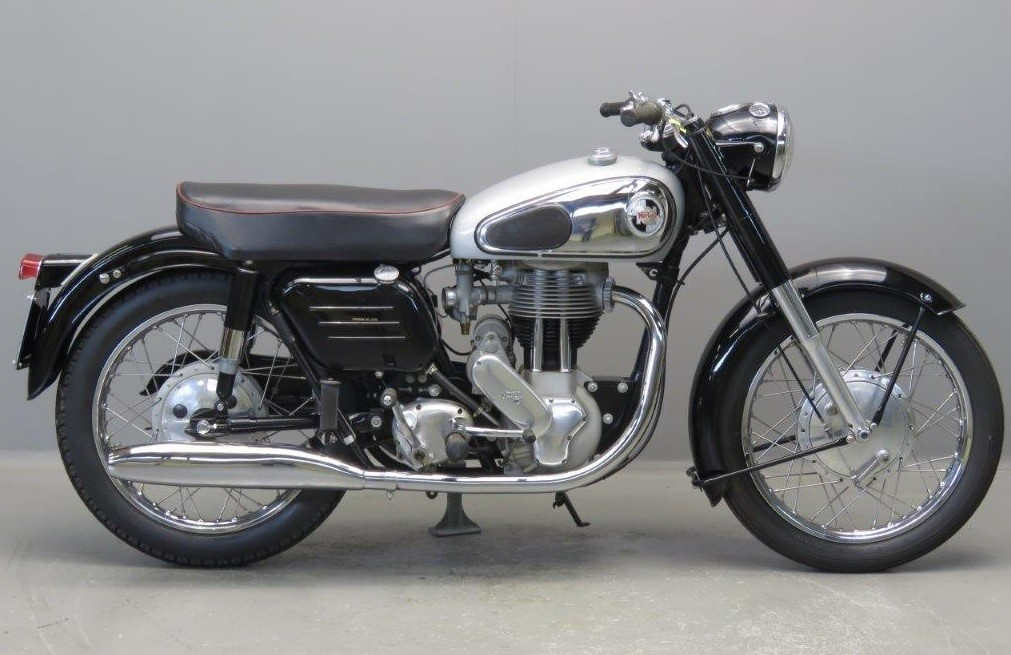
Model 50 uit 1958
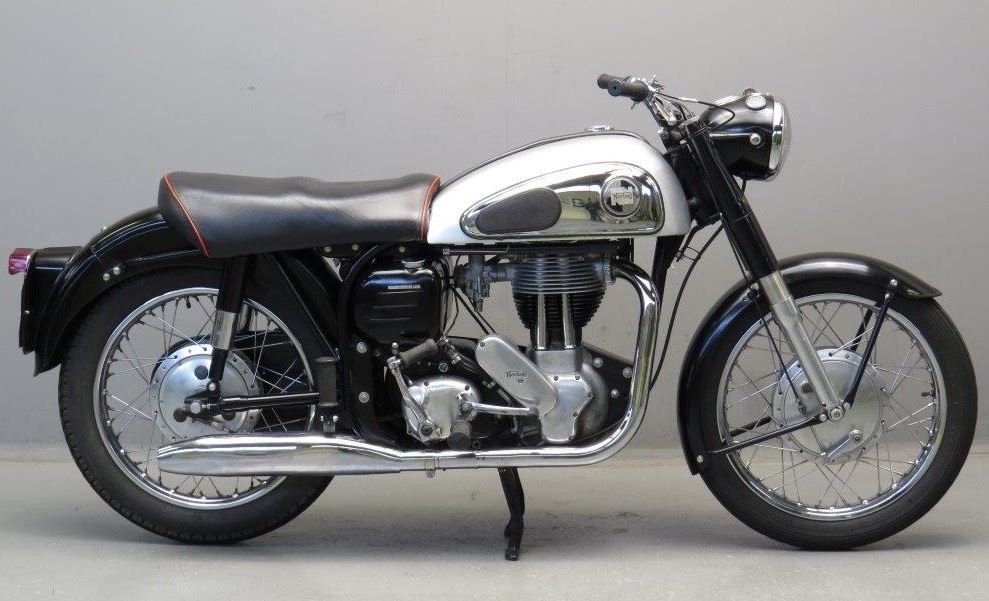
ES2 uit 1960
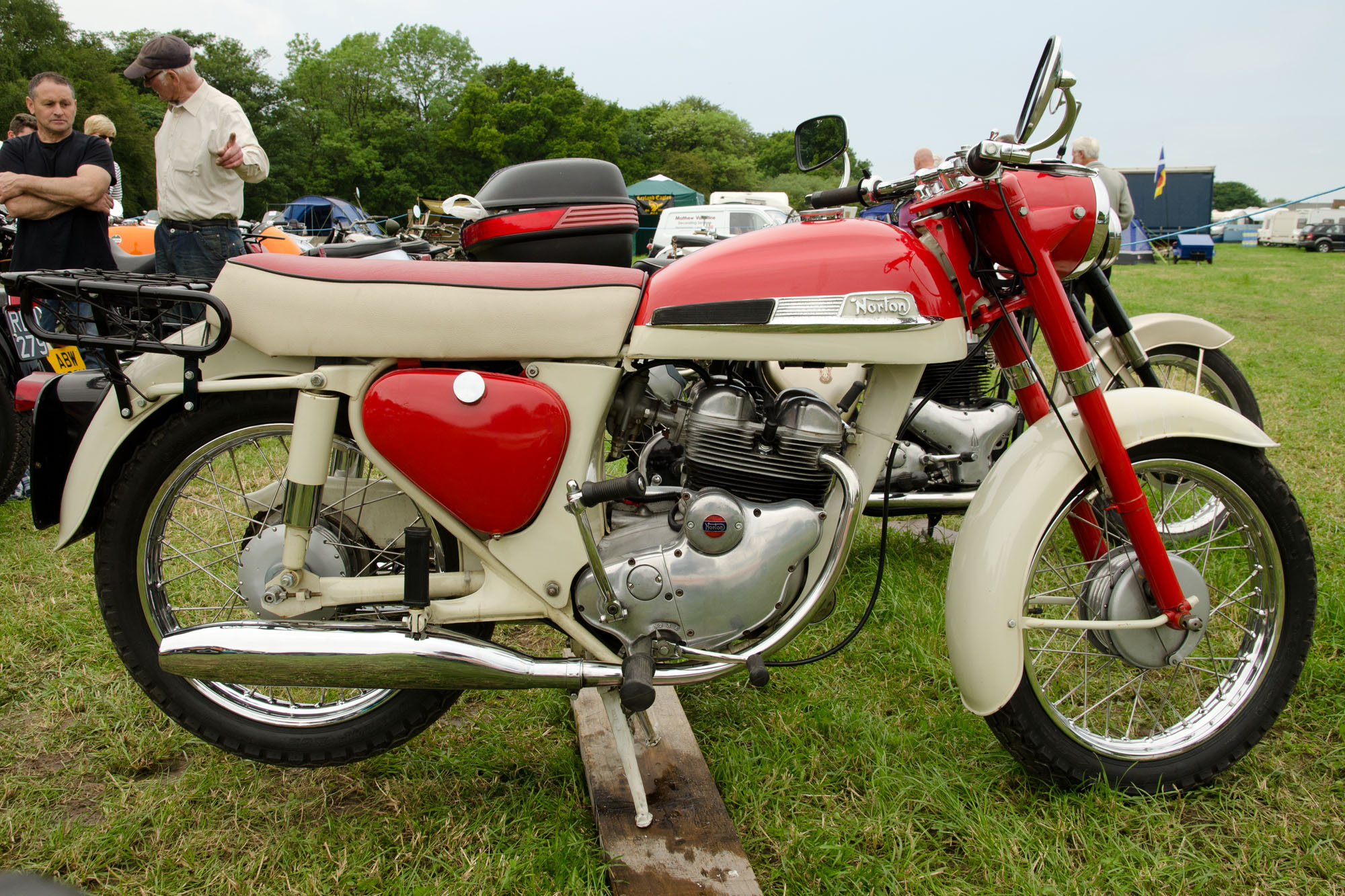
Jubilee Standard uit 1961
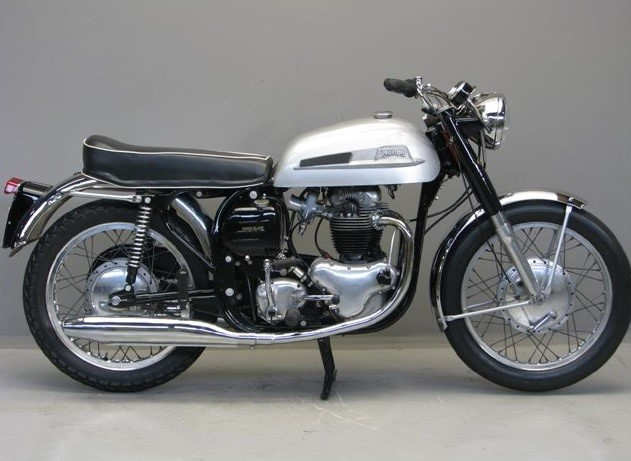
Dominator 650 SS uit 1962
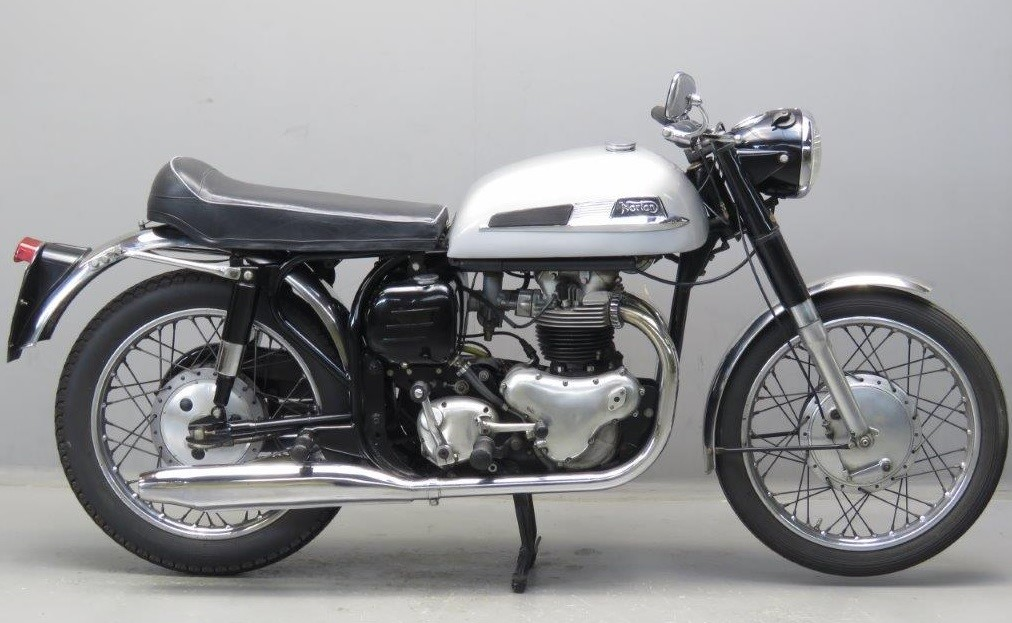
Dominator Model 88 SS uit 1963
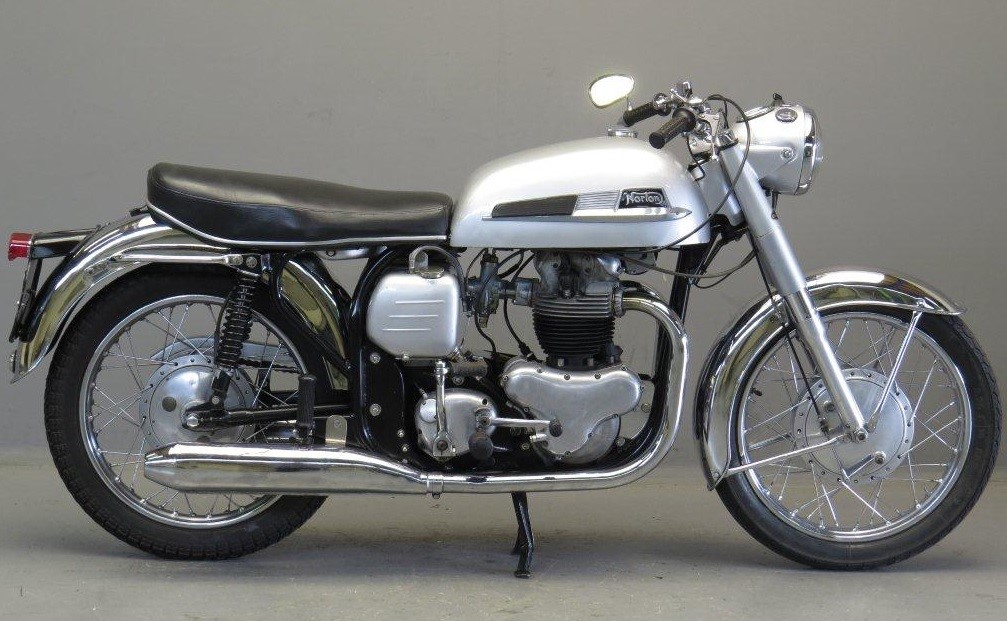
Dominator Model 99 SS uit 1964
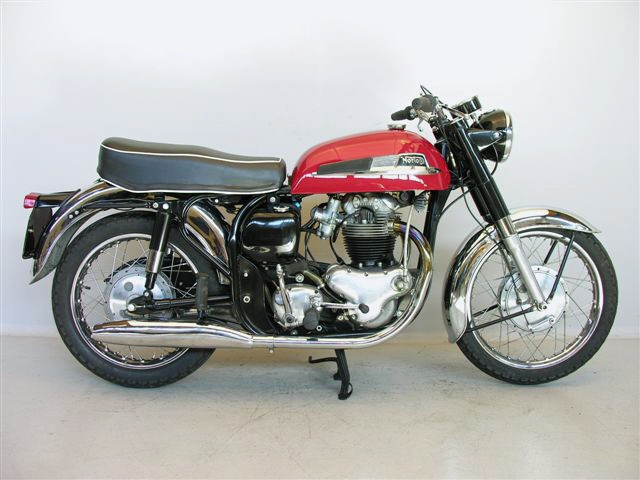
Atlas uit 1967
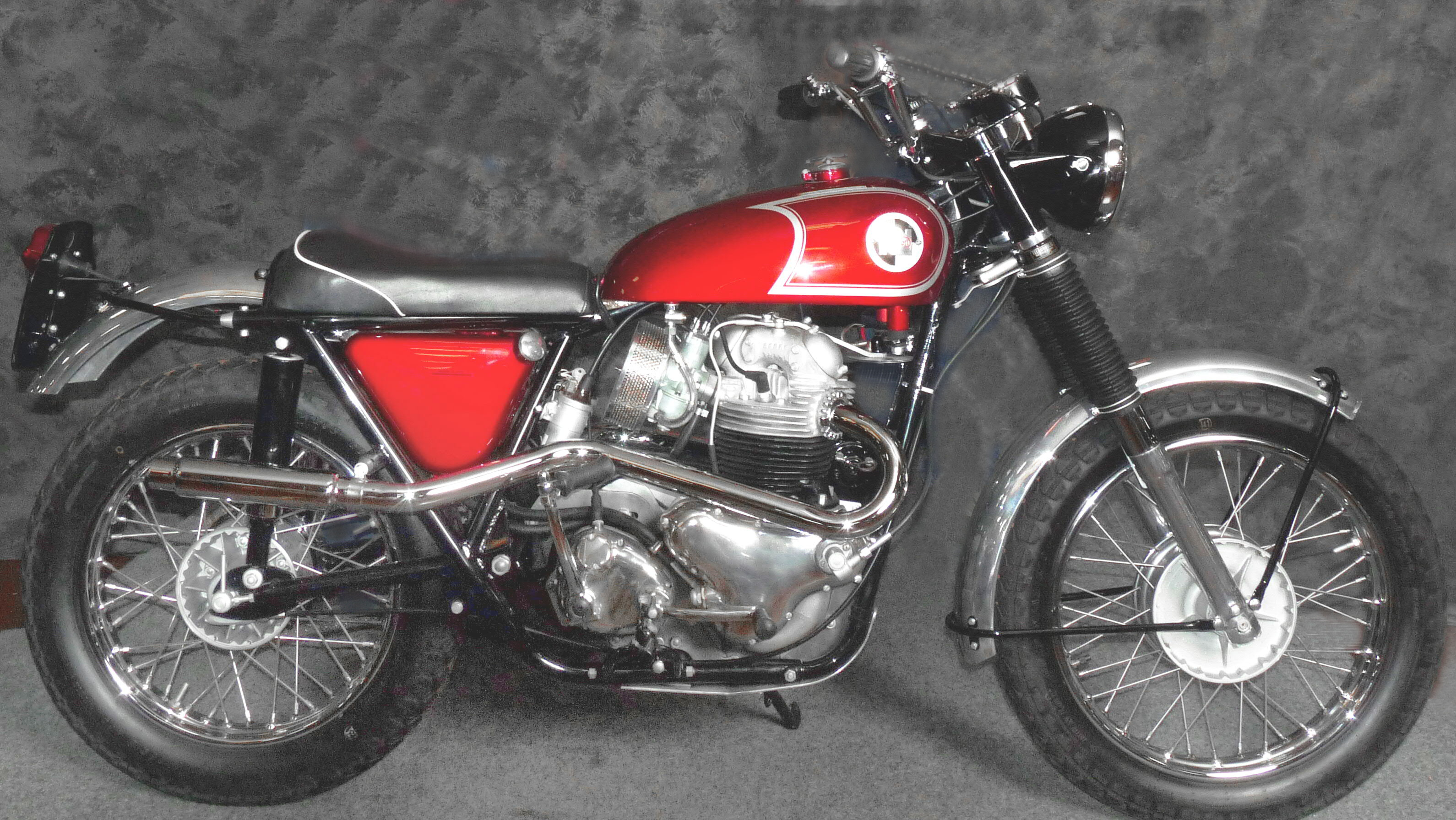
P11 uit 1967
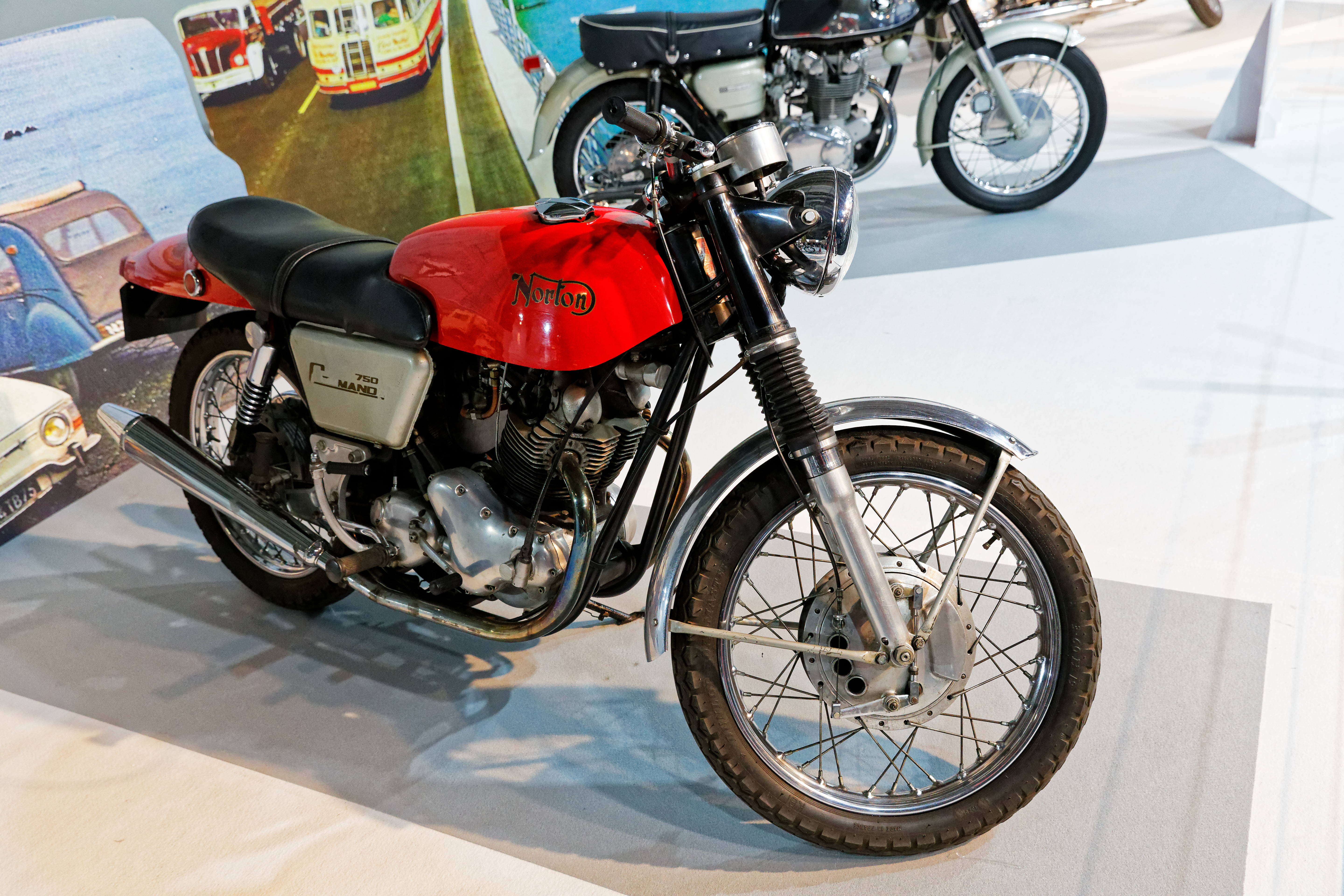
Commando 750 uit 1968
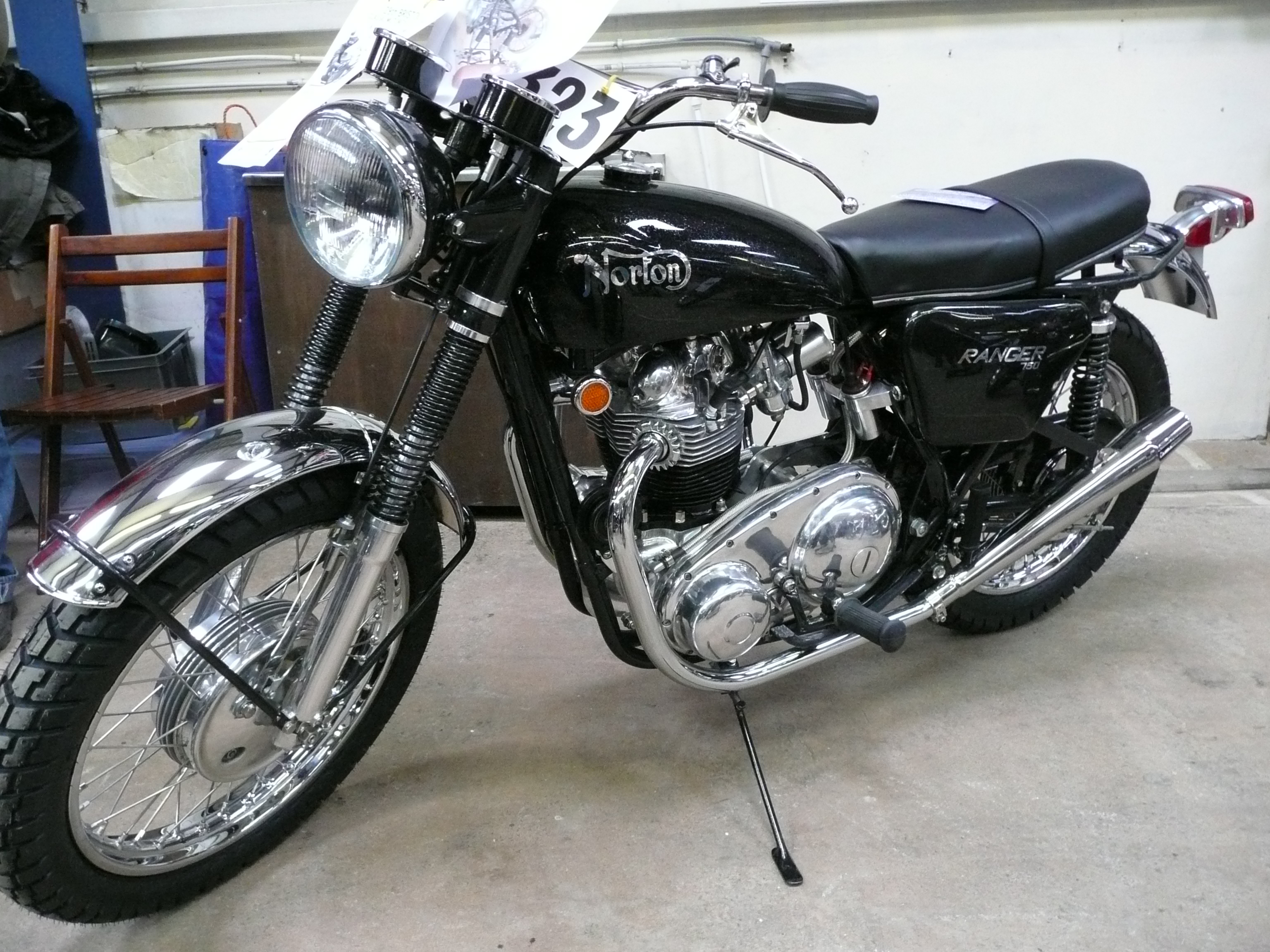
P11A Ranger uit 1968
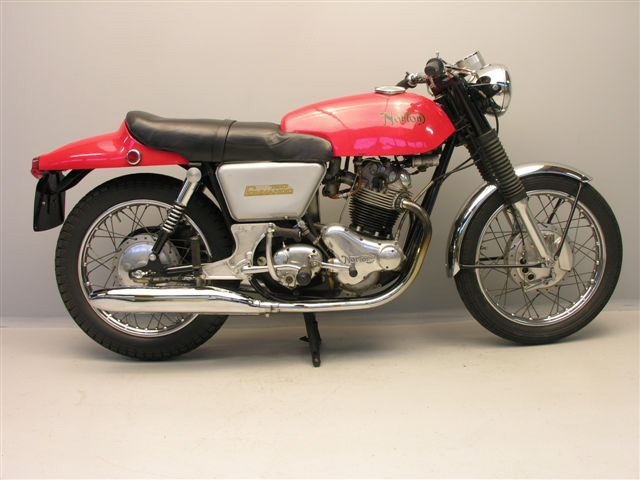
Commando 750 Fastback uit 1969
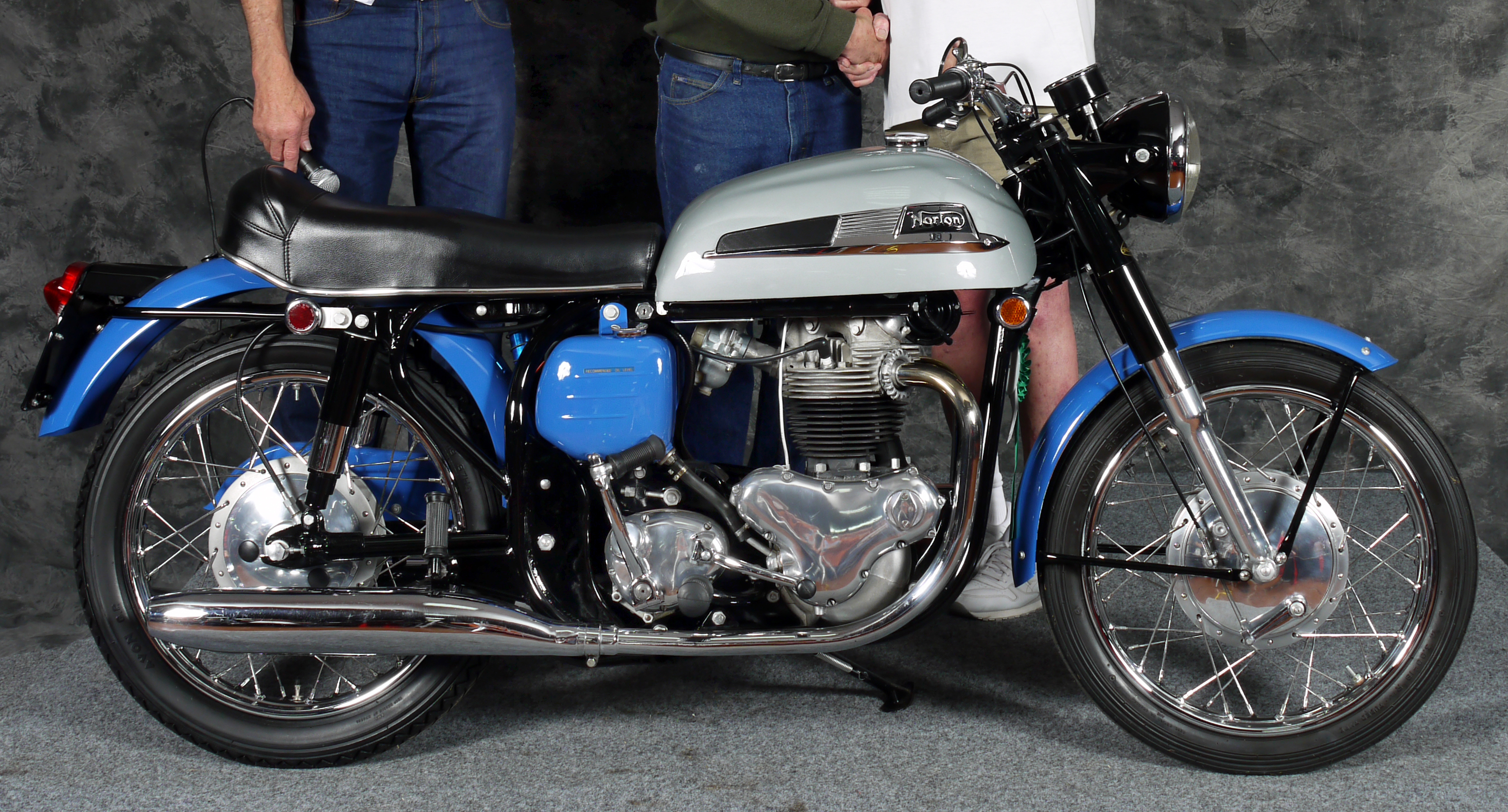
Mercury uit 1969
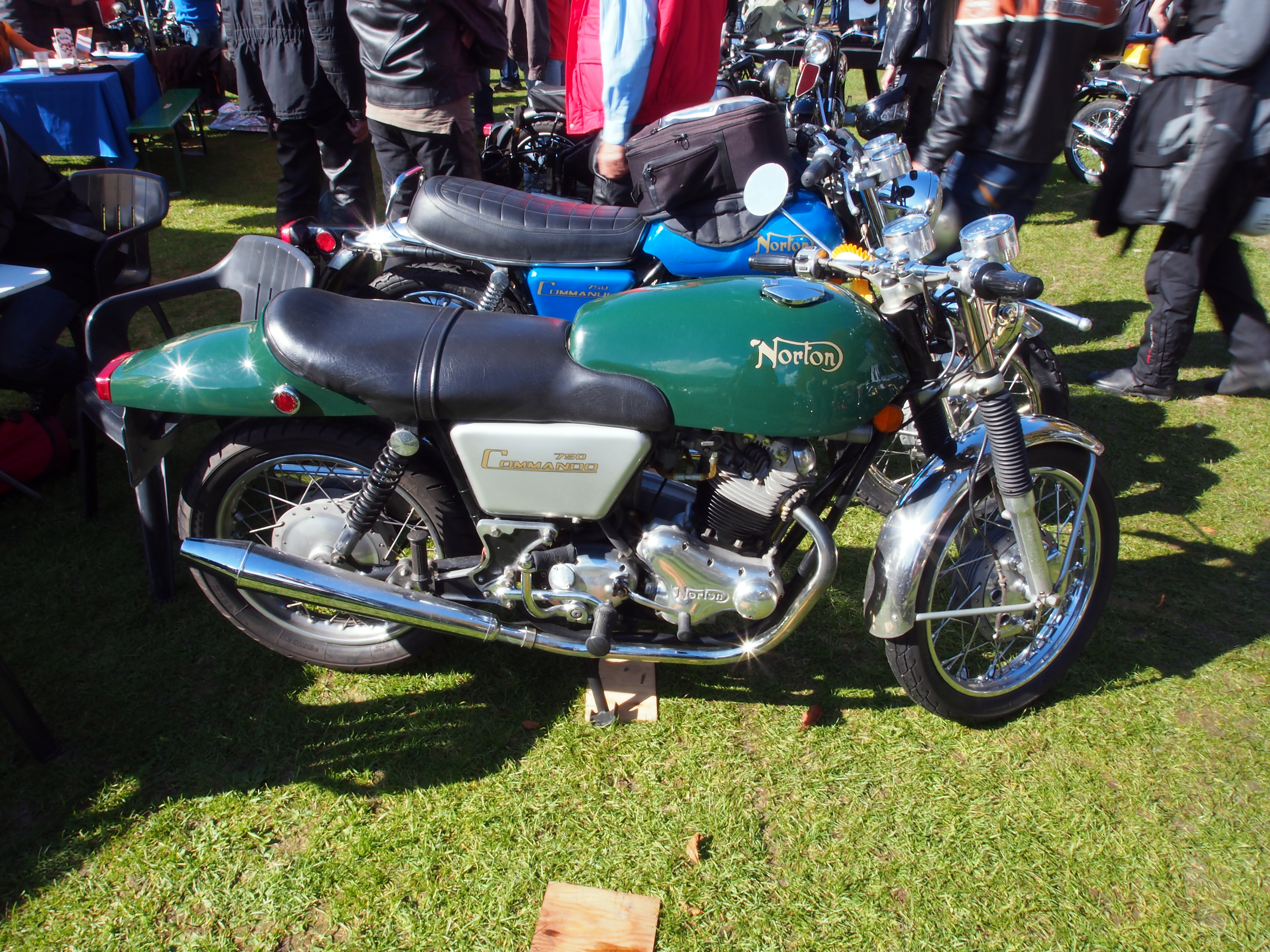
Commando 750 Fastback Mk II uit 1970
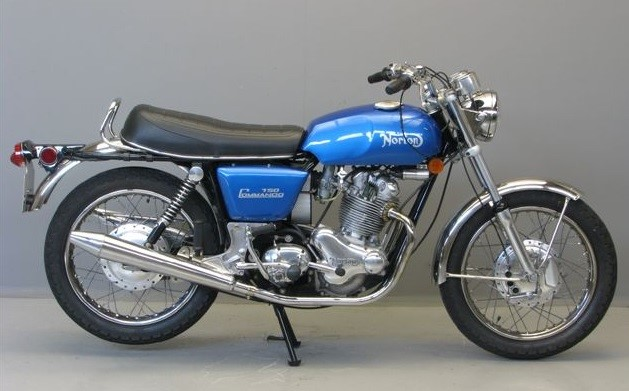
Commando 750 Roadster Mk IV uit 1972
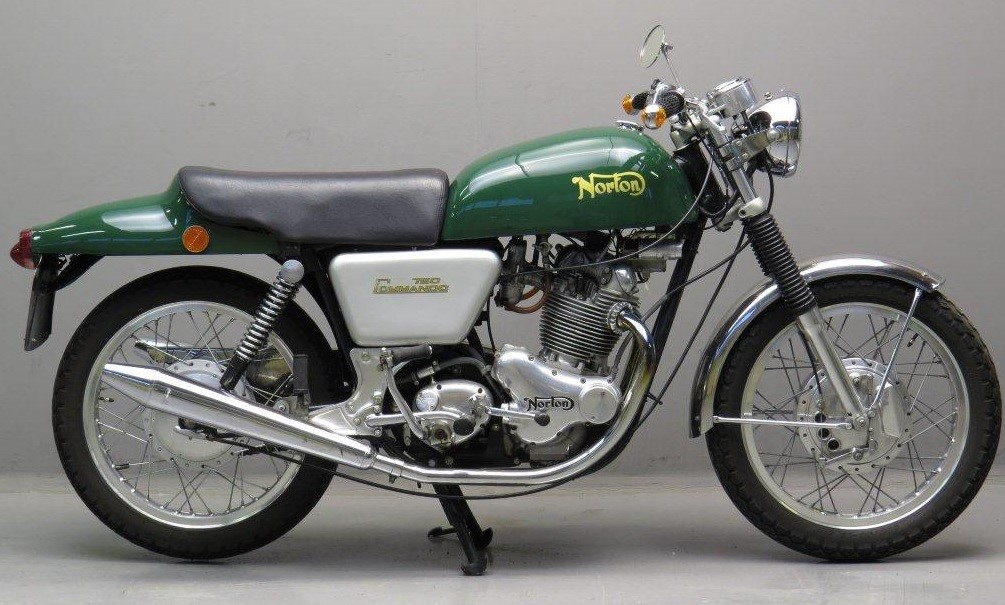
Commando 750 Fastback LR Mk IV uit 1973
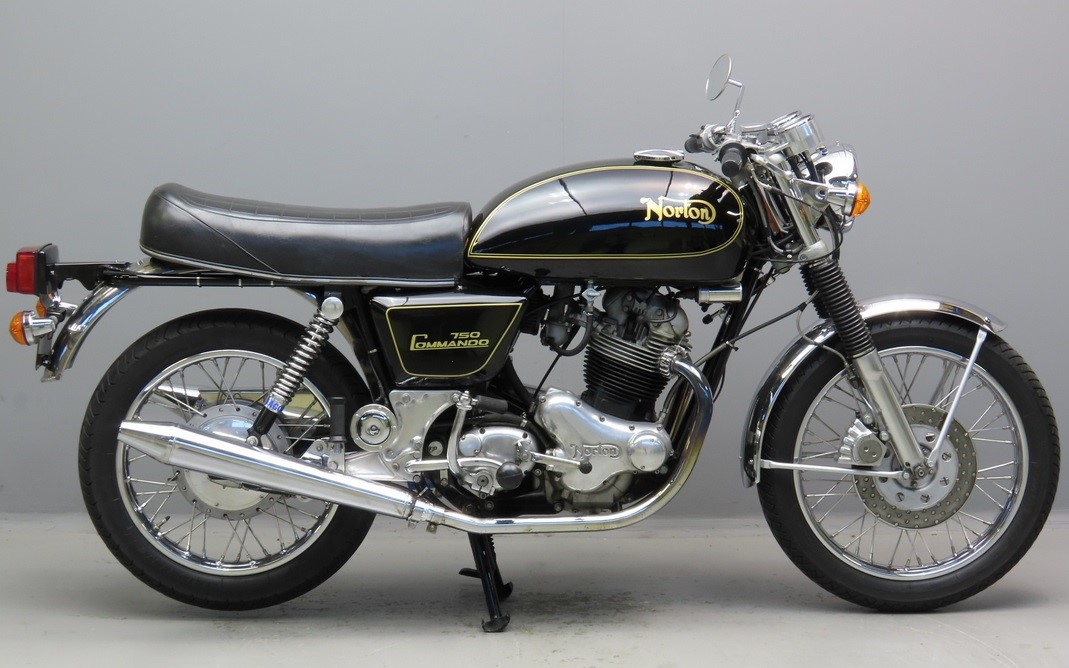
Commando 750 Interstate uit 1973
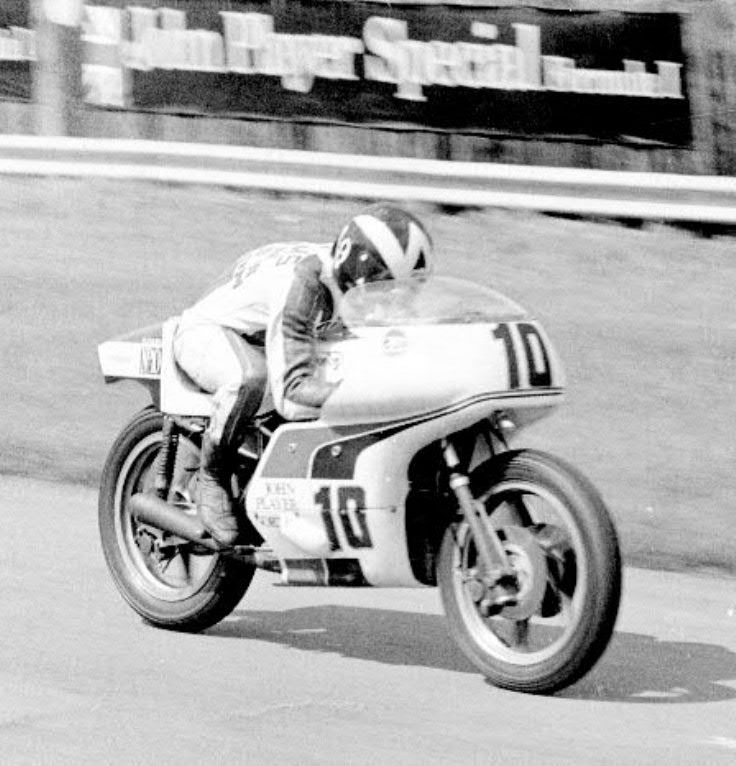
John Player Norton uit 1973
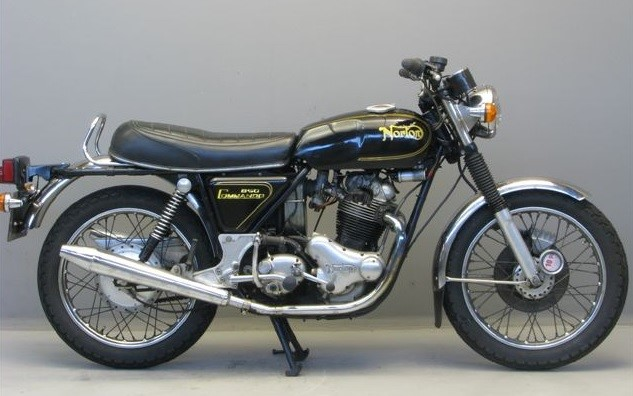
Commando 850 Interstate Mk IA uit 1973
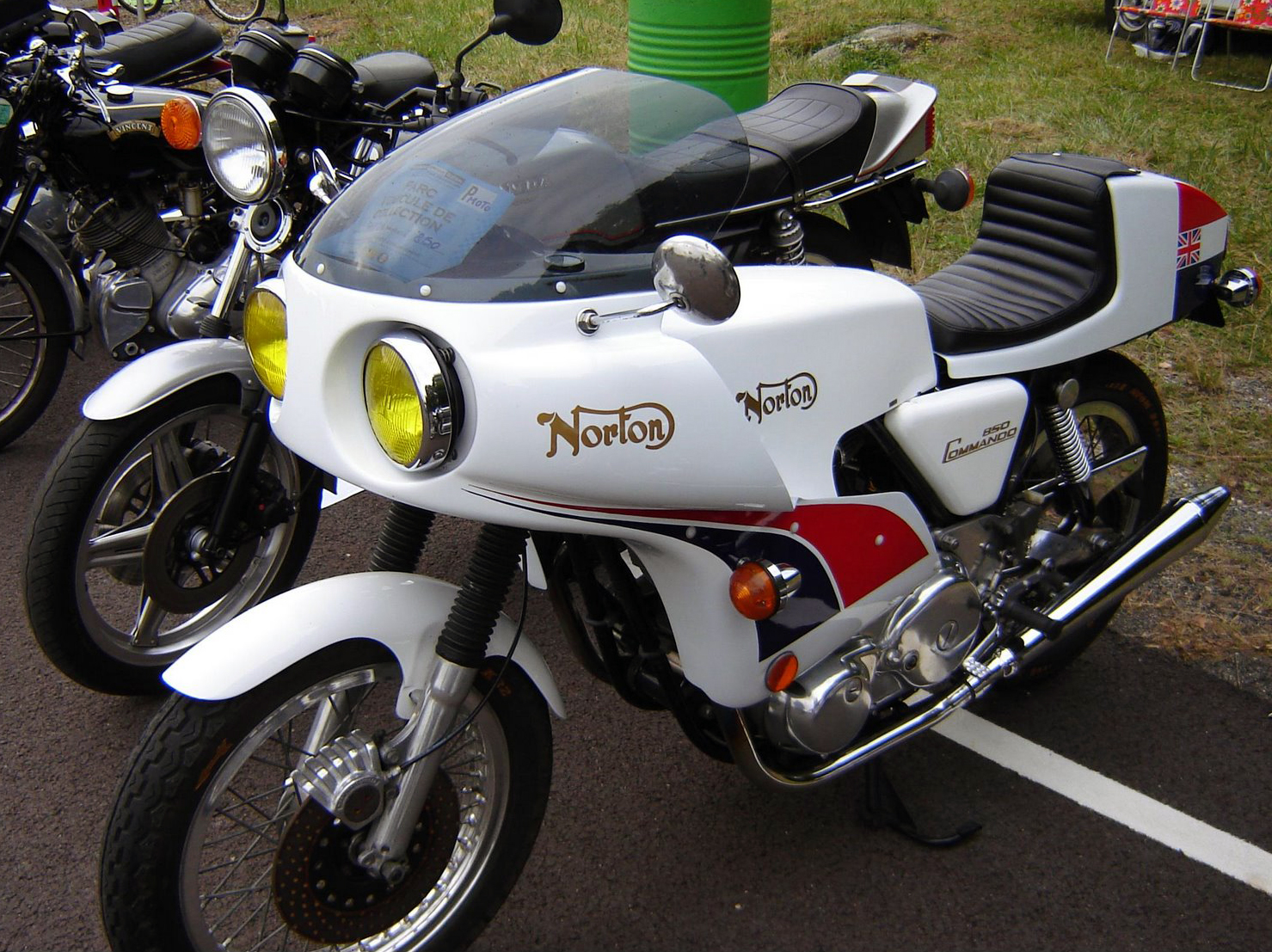
Commando John Player Special uit 1974
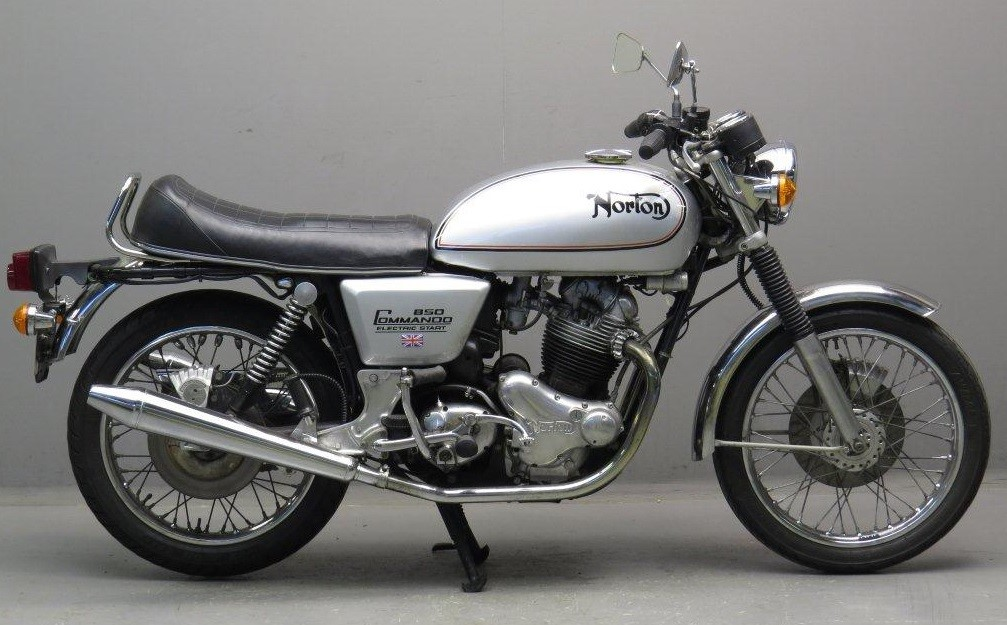
Commando 850 Interstate Mk 3 uit 1975
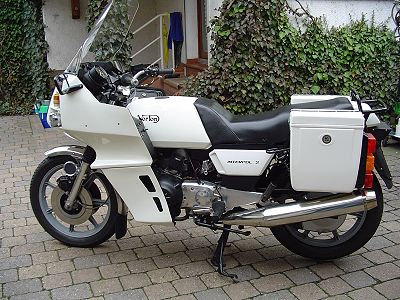
Interpol 2 P41
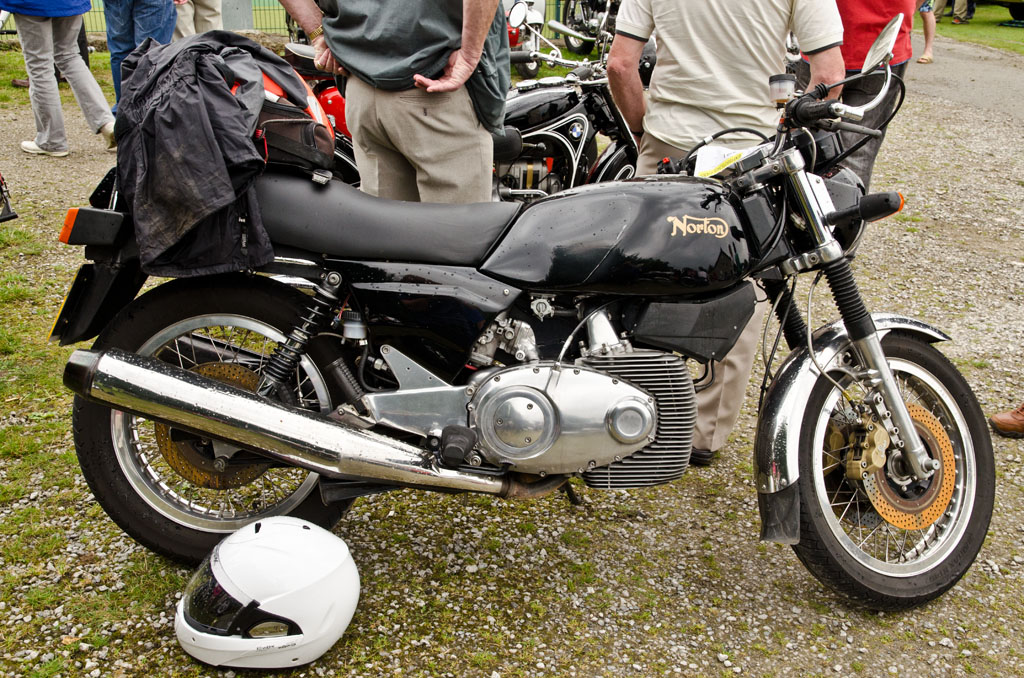
Classic P43 uit 1988
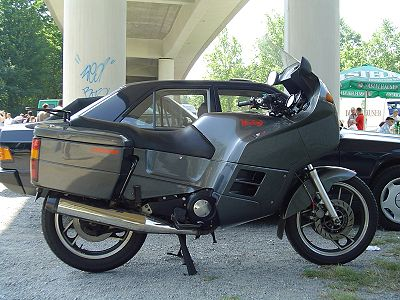
Commander P53
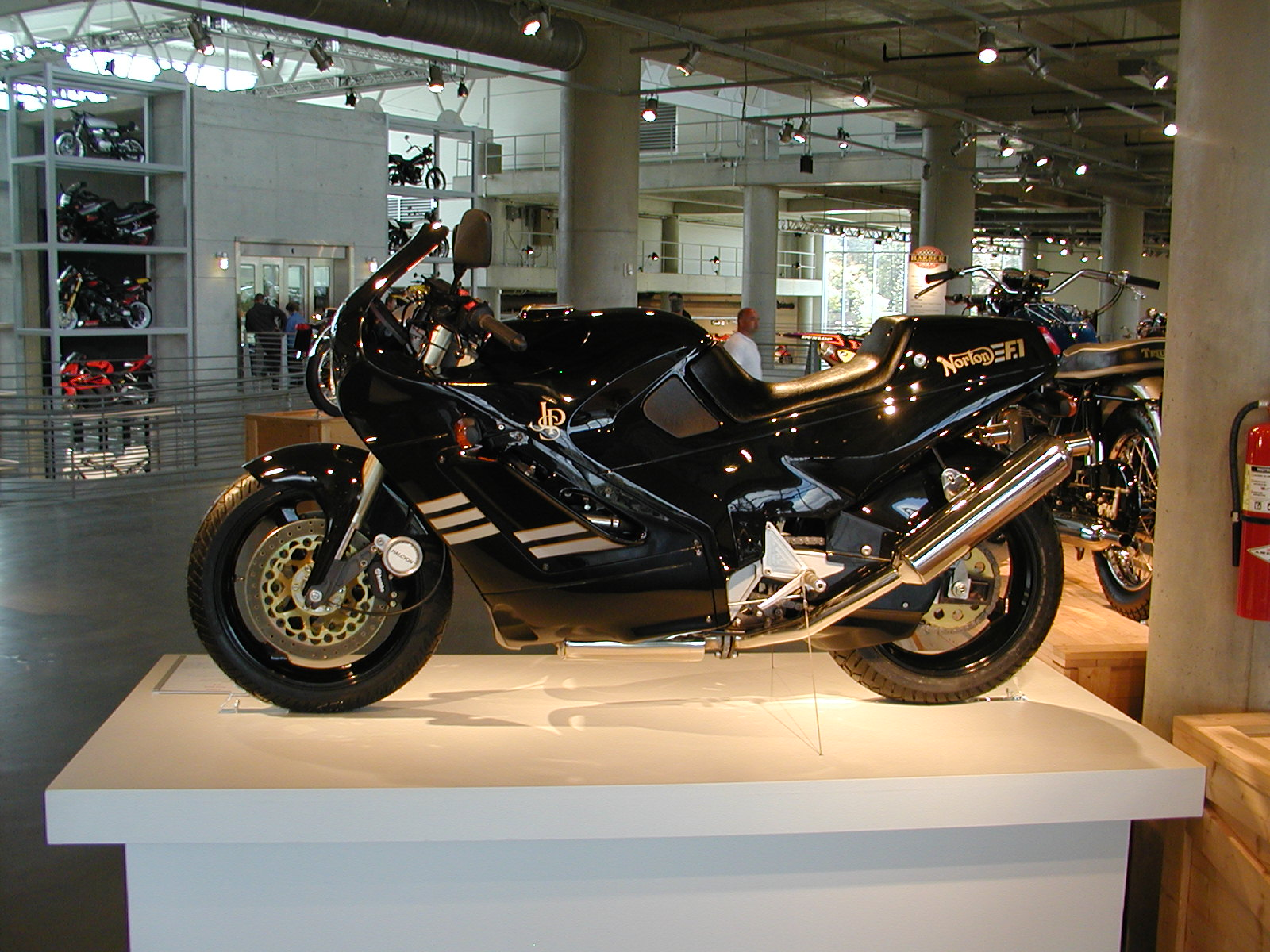
Norton F1 P55